# Historia de Tabasco
La historia de Tabasco es la sucesión de los hechos acontecidos dentro del estado mexicano de Tabasco, influenciados algunos por el acontecer nacional, más la aparición de hechos particulares debido a su singularidad con relación al resto de México. Los datos históricos de Tabasco se remontan al año 1500 a. C., y tienen que ver en primer lugar, con la civilización olmeca, la cual fue la primera cultura en establecerse en dicho territorio, al hacerlo en el islote de La Venta, al oeste del estado. Más tarde, haría su aparición la Cultura maya, floreciendo en las tierras bajas del estado y en la cuenca del Usumacinta. De aquella época sobresalen las ciudades de Joy Chan (hoy Comalcalco), Pomoná, Moral-Reforma y San Claudio.
A la llegada de los españoles en 1518, las grandes ciudades mayas estaban deshabitadas, sin embargo, aún existían grupos nahuatl y mayas en una gran cantidad de poblaciones sobre todo de la Chontalpa. Una de esas poblaciones fue Potonchán, cuyo cacique Tabscoob recibió a Juan de Grijalva en 1518 y luchó contra Hernan Cortés en 1519, año en que se inicia la conquista de Tabasco con la llamada Batalla de Centla y la fundación de Santa María de la Victoria, siendo la primera población española en México.
Durante la lucha por la Independencia de México, fueron pocas las acciones insurgentes en la región, destacando los tabasqueños José María Jiménez Garrido y Atanacio de la Cruz quienes por separado, encabezaron las escasas revueltas en el estado, hasta que el 7 de septiembre de 1821 el general Juan Nepomuceno Fernández Mantecón proclamaba la independencia en Tabasco.
Tabasco se vio influenciado por las turbulencias de los primeros años del México independiente. La guerra civil desatada en el estado, entre federalístas y centralistas, culminaría con la Separación de Tabasco de México en 1841. Posteriormente, durante la guerra México-Estados Unidos, se dio la Intervención estadounidense en Tabasco entre 1846 y 1847. Más tarde, el estado sería nuevamente invadido por una nación extranjera, los franceses, quienes invadieron Tabasco entre 1863 y 1866.
La violencia volvería a reavivarse en 1910, al estallar la Revolución mexicana en Tabasco, que culminaría hasta 1919. Posteriormente, de 1923 a 1924 se desataría la Rebelión delahuertista en Tabasco, tiempo en el cual el estado estuvo separado "de Facto" de México. Al término de la lucha armada, haría su aparición el garridísmo, movimiento encabezado por el gobernador Tomás Garrido Canabal quien desató la persecución religiosa en el estado.
Es a partir de 1940 cuando se inicia el desarrollo económico en el estado, impulsado por el descubrimiento de importantes yacimientos petroleros y la construcción de la infraestructura carretera.

## Época prehispánica
El territorio del estado de Tabasco está comprendido en la región central, en las tierras bajas de Mesoamérica. Su territorio fue uno de los puntos más importantes en los que habitó la cultura olmeca durante el período preclásico medio, la cual fue la primera civilización en el Golfo de México, como también lo hizo la cultura maya durante el período clásico mesoamericano.

### Cultura olmeca

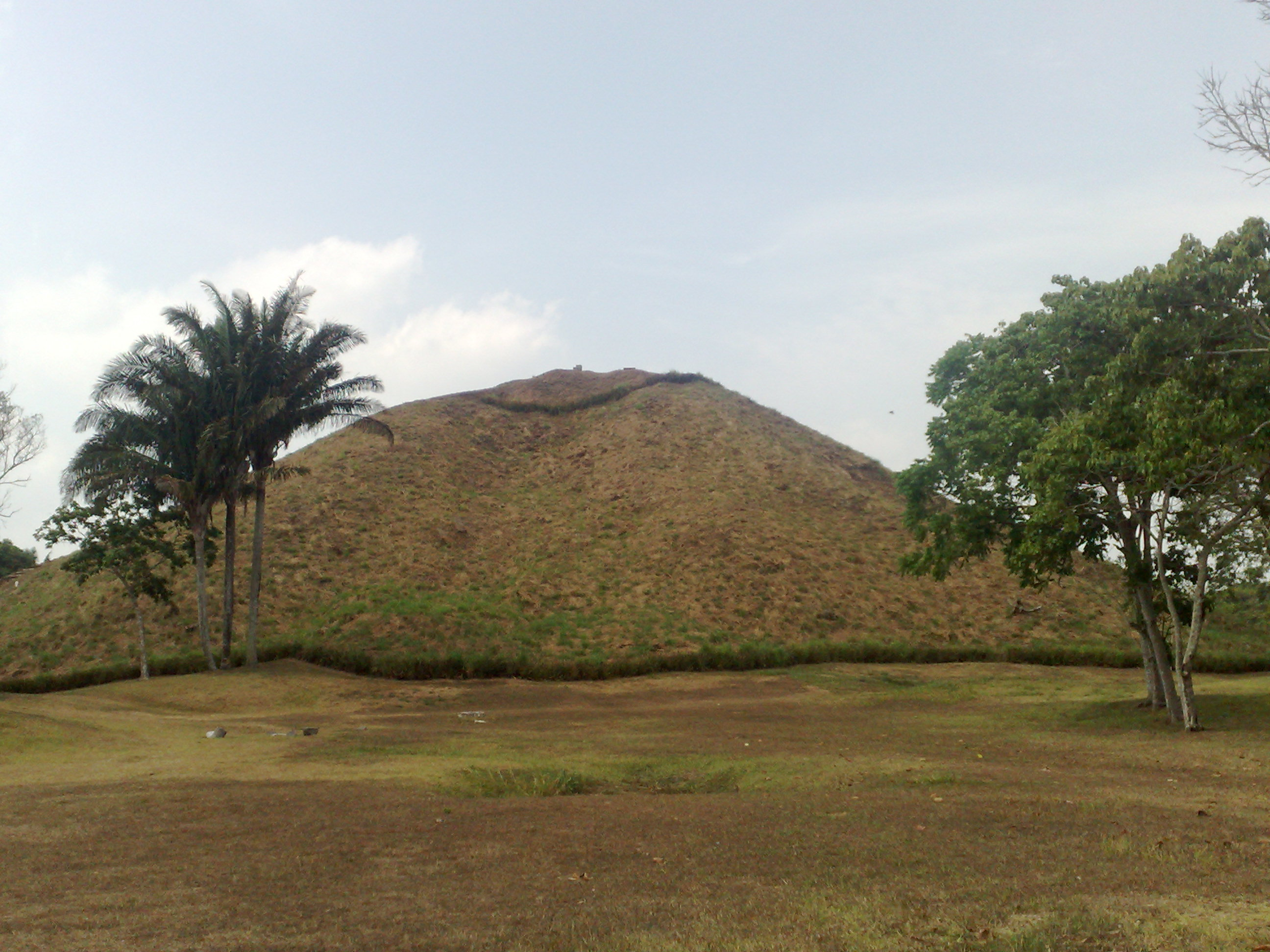
Pirámide de La Venta, la más antigua de Mesoamérica.

La cultura olmeca tuvo asentamientos históricos en el noroeste de Tabasco, desde 1500 a. C. hasta el 400 d. C., siendo la primera cultura en Tabasco y en el Golfo de México, se establecieron en San Lorenzo y Tres Zapotes, en el sur del actual estado de Veracruz y en La Venta al noroeste del estado de Tabasco, lugar donde se retiraron 300 años más tarde de haber llegado.
La cultura olmeca alcanzó su apogeo a partir del 1000 a. C., época en la que se desarrolló uno de los centros ceremoniales, cívicos y culturales más importantes de esta civilización, y uno de los más antiguos de América, la actual zona arqueológica de La Venta, un islote de 5 km² rodeado de pantanos en donde vivían sacerdotes, artesanos y campesinos que acudían ahí para implorar a los dioses olmecas por mejores cosechas. En dicho lugar, construyeron la que es considerada la pirámide más antigua de Mesoamérica, la cual fue construida de arcilla ante la falta de piedras en la región.
No se sabe con exactitud la causa de la eventual caída de la cultura olmeca. Se sabe que entre los siglos siglo 400 a. C. y 350 a. C., la población de La Venta disminuyó drásticamente, por lo que la zona quedó escasamente habitada hasta el siglo IX. Este despoblamiento fue probablemente el resultado de graves cambios ambientales en la región, los cuales no fueron aptos para grandes grupos de agricultores, en particular, la evolución del medio ambiente fluvial del que los olmecas dependía para el desarrollo de su agricultura, la caza, la recolección, y para el transporte. Los arqueólogos proponen que estos cambios fueron provocados por trastornos tectónicos o hundimientos, así como al azolvamiento de los ríos debido a las prácticas agrícolas no moderadas.

### Cultura maya

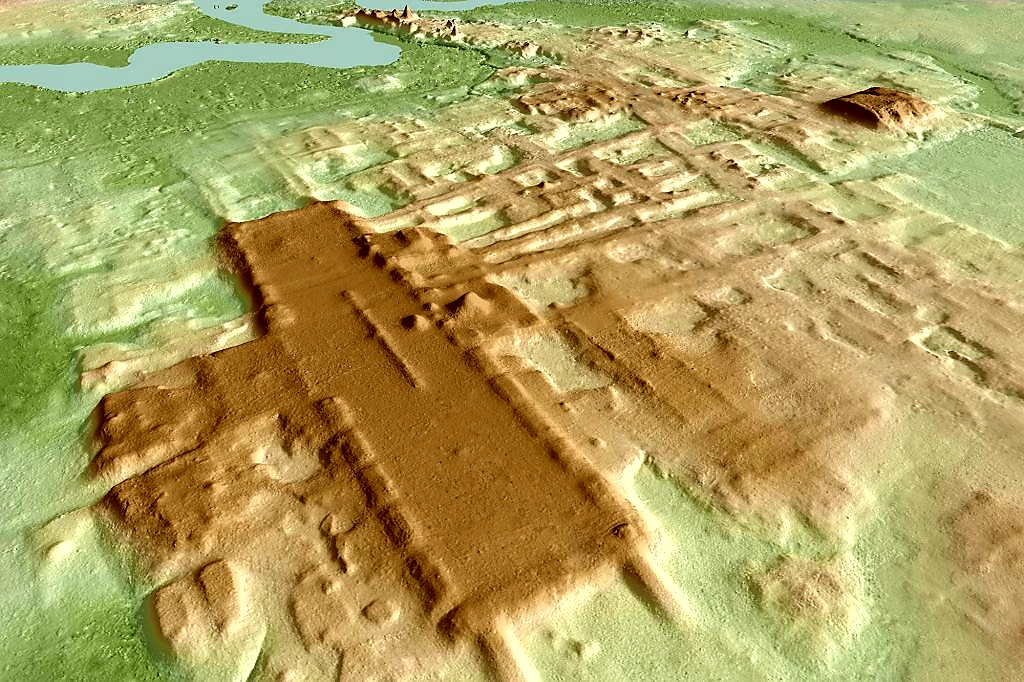
Imagen digital de Aguada Fénix, la ciudad más antigua de la civilización maya.

#### Período Preclásico
La civilización maya forma parte de la historia de Tabasco, y fue una de las culturas fuertemente influenciadas por la cultura de la civilización olmeca, ya que los descendientes de los olmecas emigraron a la zona del Petén guatemalteco, donde posteriormente se mezclaron con la gente del lugar originando a los "protomayas". Durante esta migración, varios de estos grupos se quedaron y se asentaron en la llanura costera tabasqueña. Durante el período preclásico los primeros mayas se asentaron en poblados costeros. 
La ciudad  de Aguada Fénix se construyó en año 1,000 a. C., siendo la ciudad maya más antigua descubierta hasta ahora. La estructura principal de esta ciudad es una meseta artificial de entre 10 y 15 metros de altura y de 1.400 metros de largo por 400 de ancho, lo que le da un volumen de  3,8 millones de metros cúbicos, superior a la Gran Pirámide de Guiza en Egipto, lo que convierte a esta plataforma en la construcción antigua más grande del mundo.

#### Período Clásico
Posteriormente, durante el período clásico de Mesoamérica. grupos mayas y zoques se asentaron en gran parte de las tierras bajas de su actual territorio,   Los mayas ocuparon gran parte del territorio del actual estado de Tabasco, principalmente en el oriente y en la zona serrana, así como en la región de la Chontalpa, fundando grandes ciudades como: Comalcalco, Moral Reforma, Pomoná, Tortuguero, San Claudio y Santa Elena, que controlaron el comercio fluvial entre el Altiplano Central, la península y las tierras altas, y que muchas veces rivalizaron entre sí, y debido a su ubicación geográfica como puntos de control de las rutas de tránsito, fueron objeto de fuertes disputas entre otras importantes ciudades de la región maya.

#### Período Postclásico
Entre los siglos VII y VIII, aproximadamente, y hasta la llegada de Hernán Cortés a México, se desarrolló la etnia chontal en la Chontalpa, un grupo maya cuyo nombre era Putúnes o yoko yinikob. El sobrenombre de "chontales" proviene del náhuatl y quiere decir extranjero; su economía se basaba, principalmente, en el intercambio comercial con otras culturas mesoamericanas y utilizaron la ventajosa hidrografía de Tabasco para crear rutas comerciales y de comunicación entre otros grupos, convirtiéndose en los grandes comerciantes del área maya.

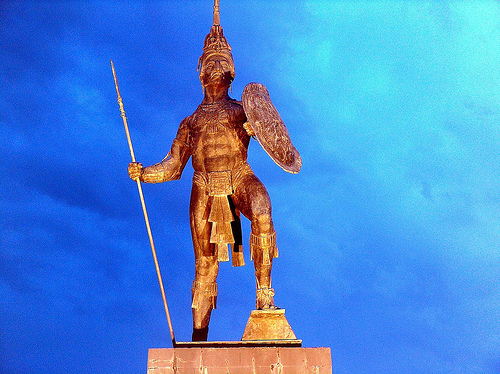
Tabscoob fue el cacique de los Maya Chontales.

Los chontales tuvieron su asentamiento principal en Potonchán, un importante puerto comercial que se localizaba en la desembocadura del río Grijalva, desde donde controlaban un área estratégica para el comercio en las tierras bajas de Tabasco, siendo el puente entre las culturas del Altiplano Central, las ciudades de las tierras altas mayas y los poblados mayas peninsulares, controlaban muchas rutas marítimas comerciales alrededor de la península de Yucatán, desde la laguna de Términos en Campeche hasta Sula en Honduras, y con el tiempo habitaron áreas extendidas y constituyeron cacicazgos importantes, como el de Chakán Putún y el de Chactemal. Por otra parte a través de la superficie marítima comerciaban con los pueblos de las Antillas. 
Entre los dioses principales de los antiguos chontales, se han identificado a Culklchan (serpiente emplumada), Ikchaua (Dios del cacao), Ix Chel (Diosa de la medicina y partos) y Tabay (Dios de los cazadores), todos ellos claramente derivados de la cultura maya. El primer contacto de los españoles con los chontales mayas sucedió en 1518 durante la expedición de Juan de Grijalva, que precisamente al internarse en estas tierras por el delta de un ancho río que desembocaba al Golfo, lo renombraron Grijalva.

## Conquista europea

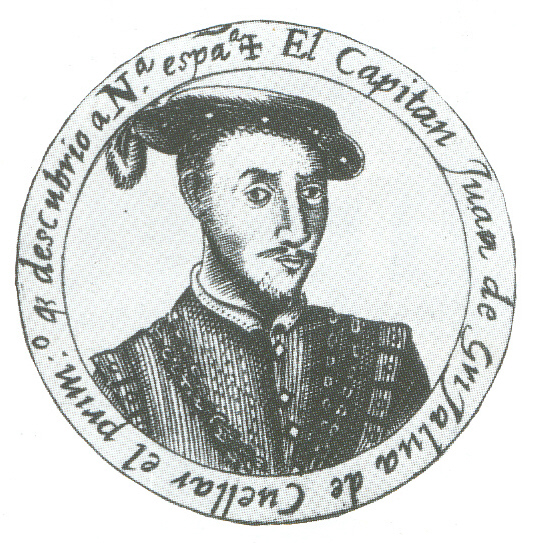
Juan de Grijalva. Descubridor europeo de Tabasco y del río que hoy lleva su nombre.

Expedición de Juan de Grijalva 1518.

La conquista de Tabasco fue la serie de campañas militares realizadas por el ejército español con la finalidad de conquistar y colonizar el territorio tabasqueño, y que comprende un período de 45 años, el cual inicia en 1518 con el descubrimiento de Tabasco por parte de Juan de Grijalva y culmina en 1564 con la rendición final de los indígenas de Cimatán a la Corona española.

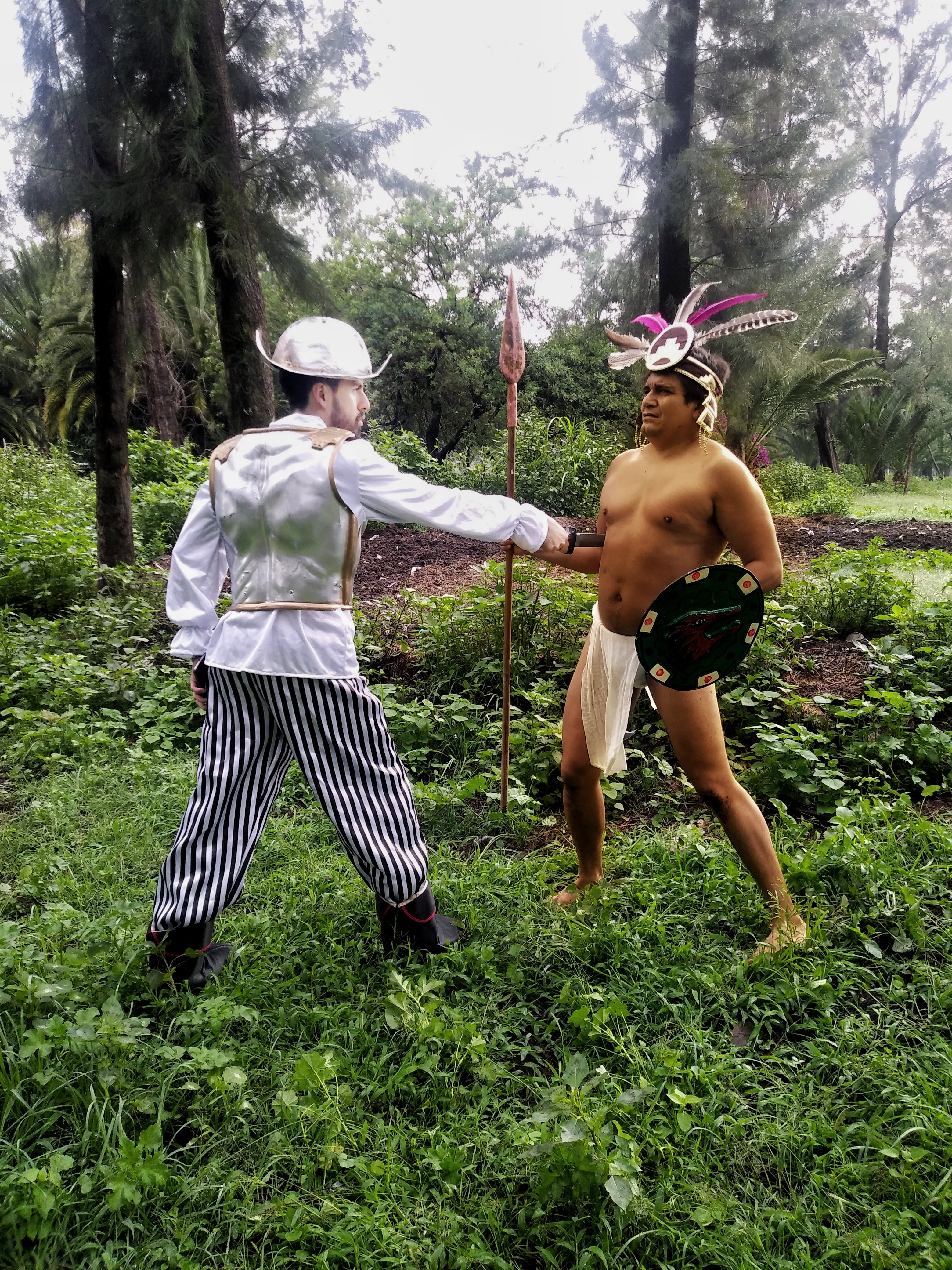
Recreación de una batalla entre un indígena y un conquistador.

Se estima que la población del territorio de Tabasco era de 160.000 habitantes nativos a la llegada de los españoles, población que disminuyó a raíz de enfermedades traídas desde Europa, como lo son el sarampión, la malaria, la viruela, la fiebre amarilla y la disentería, las cuales encontraron un ambiente húmedo y caluroso, propicio para su propagación.

### Descubrimiento español de Tabasco
En 1518 el gobernador Diego Velázquez de Cuéllar organizó una segunda expedición a las tierras de Yucatán, recuperando las naos del primer viaje, y añadió una carabela y un bergantín. Nuevamente fueron como pilotos Alaminos, Camacho y Álvarez, a los que se sumó Pedro Arnés de Sopuerta como cuarto navegante. Velázquez designó a su sobrino Juan de Grijalva como capitán general y como capitanes de los otros navíos a Francisco de Montejo, Pedro de Alvarado y Alonso de Ávila, quienes se responsabilizaron de suministrar pertrechos y bastimentos a las embarcaciones. En el viaje participó Juan Díaz, quien además de desempeñarse como capellán, escribió el Itinerario de la armada. El veedor fue Peñalosa y el alférez general Bernardino Vázquez de Tapia.

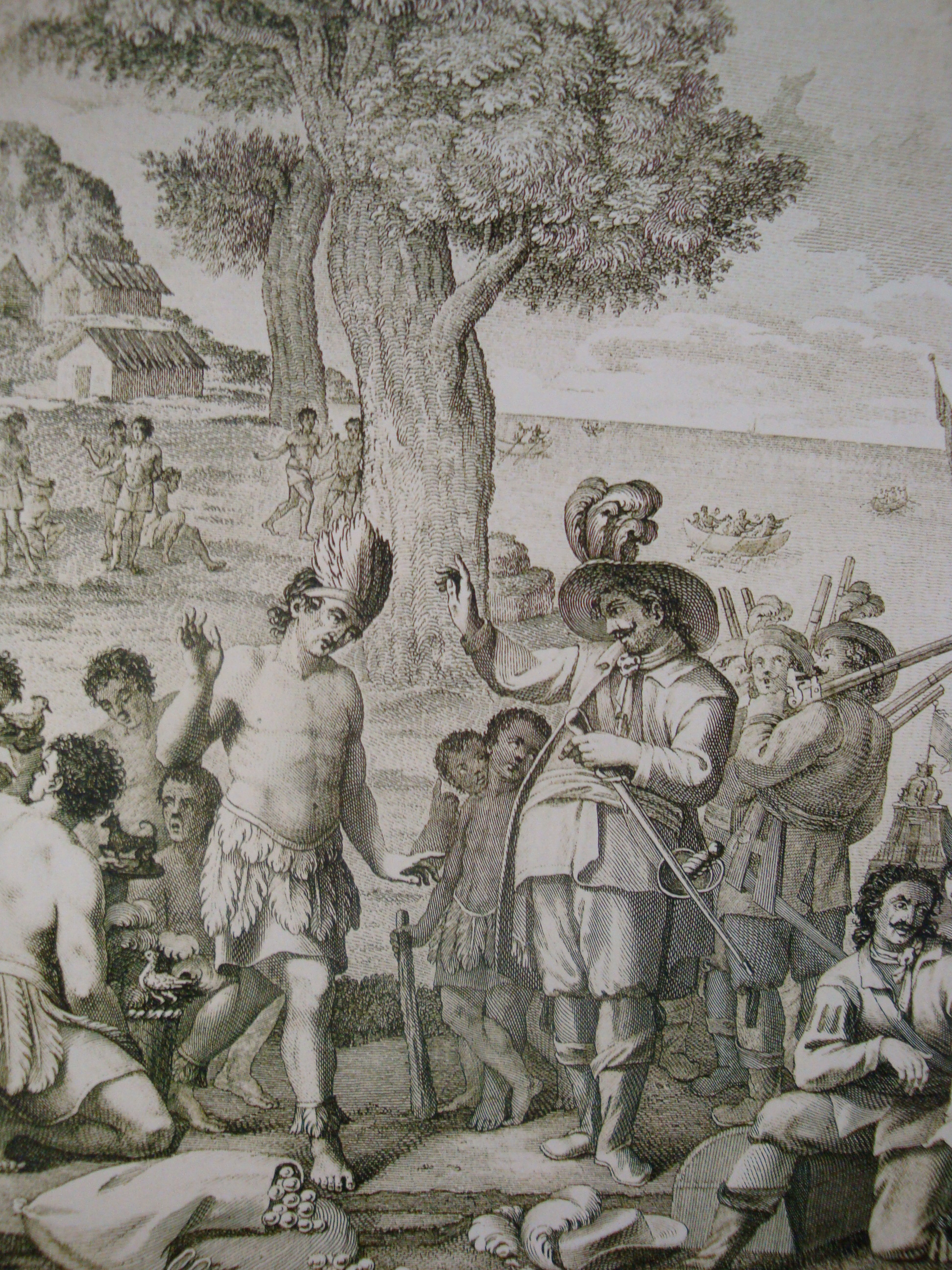
Encuentro entre Juan de Grijalva y el cacique maya Tabscoob, en Potonchán.

El primer encuentro de europeos en el territorio de Tabasco se dio cuando el español Juan de Grijalva se adentró en la desembocadura del actual río Grijalva y desembarcó en Potonchán, población del Señorío Chontal de Acalán. Dicha expedición fue producto de los hallazgos que Hernández de Córdoba realizó en los pueblos de las costas de Yucatán y Campeche; esta segunda expedición, que tenía al mando a Grijalva como capitán, llegó a un río que los nativos llamaban río Tabasco costeando la península de Yucatán el 8 de junio de 1518, y que la tripulación llamó río Grijalva, en honor a su capitán, descubriendo así también al territorio del actual estado de Tabasco.

..."Comenzamos a 8 días del mes de junio de 1518 y yendo la armada por la costa, unas seis millas apartada de tierra, vimos una corriente de agua muy grande que salía de un río principal, el que arrojaba agua dulce cosa de seis millas mar adentro. Y con esa corriente no pudimos entrar por el dicho río, al que pusimos por nombre el Río de Grijalva. Nos iban siguiendo más de dos mil indios y nos hacían señales de guerra (...) Este río viene de unas sierras muy altas, y esta tierra parece ser la mejor que el sol alumbra; si se ha de poblar más, es preciso que se haga un pueblo muy principal: llamase esta provincia Potonchán."
Juan Díaz, Itinerario de la Armada.

Juan de Grijalva, entabló pláticas con los indígenas de Potonchán entrevistándose con el cacique maya Tabscoob a quien inclusive, le obsequió varios objetos incluyendo su jubón de terciopelo verde y unas alpargatas color de rosa, mientras que el cacique maya, le regalaba diversos objetos de oro y artesanías de barro. Grijalva le hizo saber al soberano maya que venía en son de paz y que su intención era continuar su viaje por la costa. Después de unos días y de abastecerse de víveres, Grijalva continuó su camino.

### Expediciones de Hernán Cortés

#### Fundación de Santa María de la Victoria
El conquistador Hernán Cortés arribó a Tabasco el 12 de marzo de 1519 al desembarcar en la "Punta de los Palmares" justo en la desembocadura del Río Grijalva, pero fue recibido en forma hostil por los indígenas, quienes con señales le pedían que se fuera. El 13 de marzo, Cortés tomó posesión de las tierras de Tabasco ante Diego de Godoy, siendo Diego de Godoy el que realizó así la primera Actuación Notarial en México.
Ante la negativa de los indígenas a sujetarse a la Corona española, Cortés decide atacarlos, escenificándose así el 14 de marzo una cruenta batalla conocida como la "Batalla de Centla", en donde tomó parte por primera vez el caballo en una batalla en el Nuevo Mundo, causando un gran impacto entre los nativos. Como lo demuestra este fragmento de la relación de Bernal Díaz del Castillo:

..."Y después de apeados debajo de unos árboles y casas que allí estaban, dimos muchas gracias a Dios por habernos dado aquella victoria tan cumplida y como era día de Nuestra Señora de Marzo, llamose una villa que se pobló, Santa María de la Victoria, por ser día de Nuestra Señora como por la gran victoria que tuvimos. Esta fue la primera guerra que tuvimos en compañía de Cortés en la Nueva España(...)y fuimos a ver a los muertos y eran más de ochocientos(...)Estuvimos en esa batalla sobre una hora que no les pudimos hacer perder, por ser buenos guerreros, hasta que vinieron los de a caballo(...)y que en aquella batalla había para cada uno de nosotros tantos indios que a puñados de tierra nos cegaran, salvo que la gran misericordia de Nuestro Señor en todo nos ayudaba(...)luego enterramos dos soldados y quemamos las heridas de los demás y de los caballos y cenamos y reposamos(...)y dejemosle aquí, y diré lo que más pasamos..."
Bernal Díaz del Castillo, Historia Verdadera de la Conquista de la Nueva España.

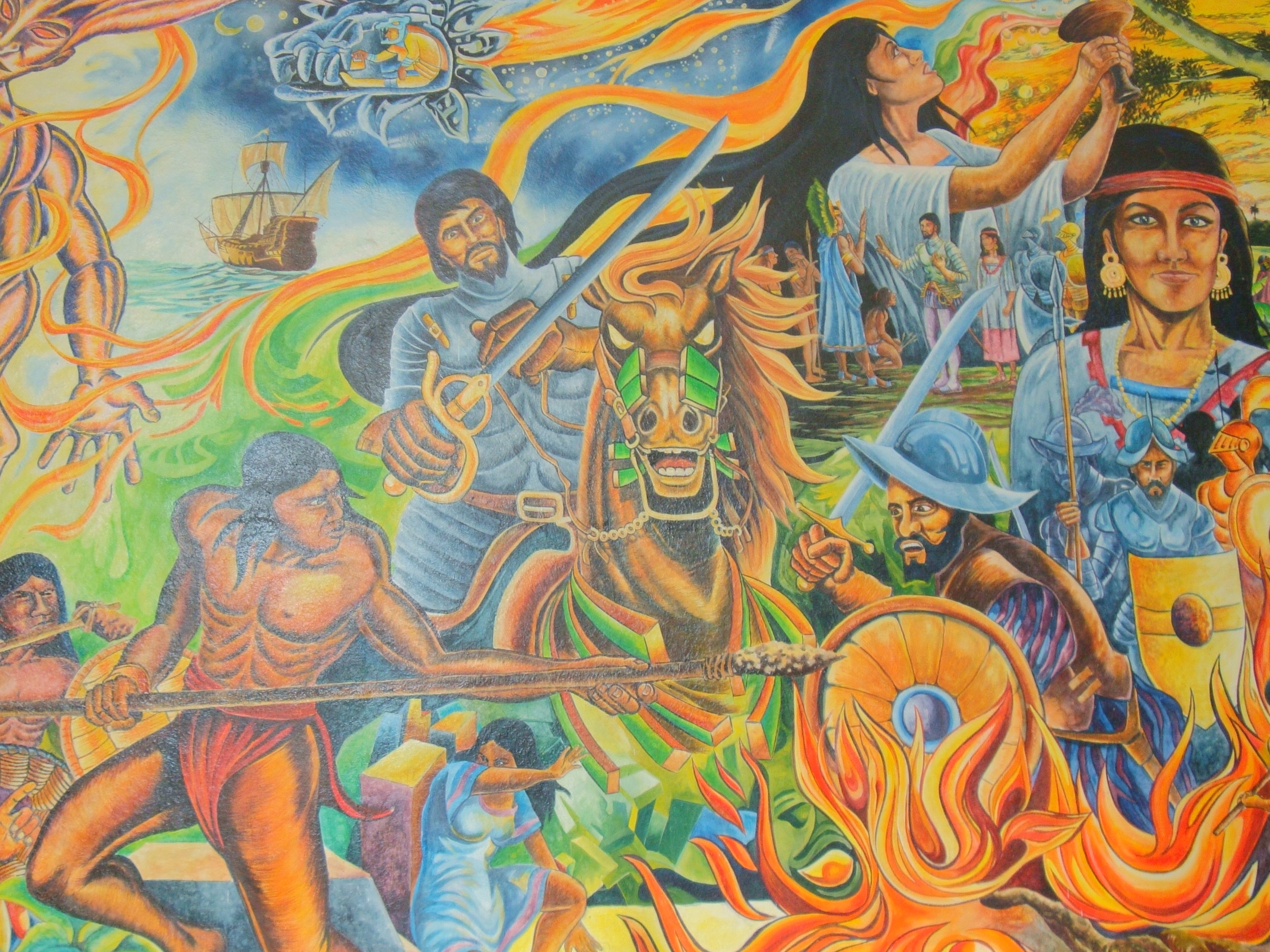
Mural de la Batalla de Centla en 1519.

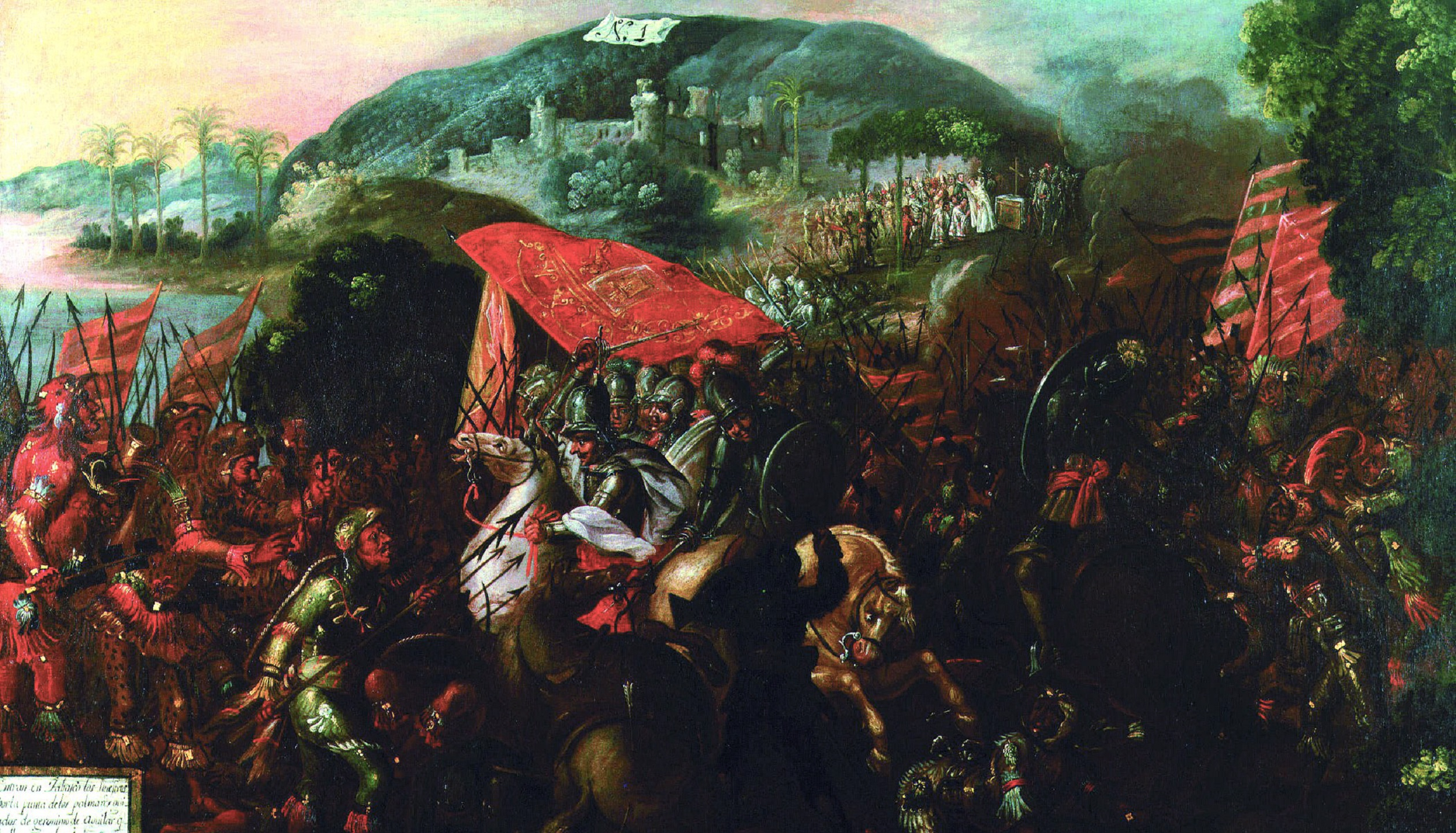
Entrada de Hernan Cortes a la ciudad de Potonchán.

Después de varias horas de lucha, los españoles logran derrotar a los naturales del pueblo de Potonchán, y luego de conminarlos a rendirse, lograron pactar con el cacique maya Taabscoob su sumición a la Corona española. A continuación, Hernán Cortés, delante del Notario del Rey según las ritualidades, se encaminó hasta una gran ceiba (árbol considerado sagrado por los mayas) y sacando su espada dio dos golpes sobre el tallo tomando posesión de las tierras a nombre de la Corona española y declarando la fundación el 25 de marzo de la Villa de Santa María de la Victoria, que sería la primera población en territorio continental de México.
Ese mismo día, el presbítero Fray Bartolomé de Olmedo y el capellán Juan Díaz oficiaron la primera misa cristiana en territorio continental de México, una de las primeras del continente americano, y los naturales obsequiaron a Cortés 20 mujeres, entre las cuales estaba Malintzin, bautizada con el nombre de Marina la Malinche, pieza clave en la conquista del imperio Azteca. Cortés, permaneció en la villa hasta el 17 de abril, fecha en la que se enbarcó en busca del oro del imperio Azteca, dejando en Villa de Santa María de la Victoria un estandarte con la imagen de la Virgen María así como una gran cruz de madera y a un grupo de soldados españoles, con la misión de pacificar la naciente provincia de Tabasco, y ser punta de lanza en la conquista de otros territorios.

#### Viaje a las Hibueras

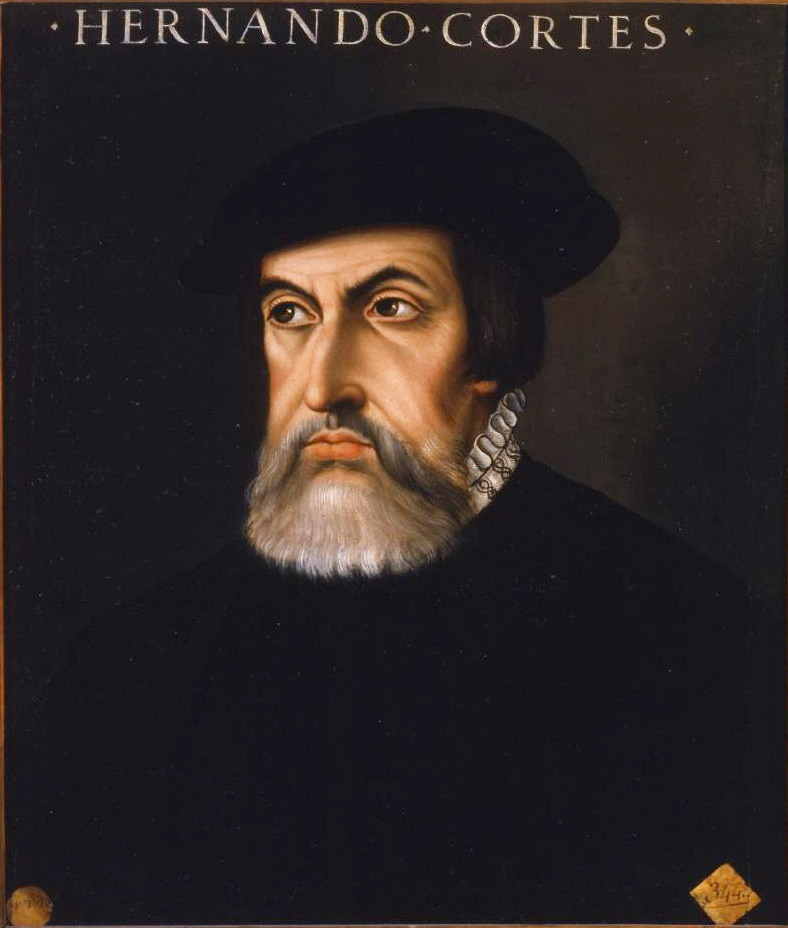
Hernán Cortés, Fundador de Santa María de la Victoria, primera población española en la Nueva España.

En 1524 Cortés, volvió a pasar por Tabasco en su ruta a las Hibueras, hoy República de Honduras; el propósito de este viaje, era sofocar un alzamiento en su contra provocado por Cristóbal de Olid, quien combatió en la conquista de Tenochtitlan pero se había sublevado en contra de Cortés.
Hernán Cortés en su Quinta Carta de Relación, en el que narra su viaje a la Hibueras, menciona haber estado de paso en las provincias de Cupilcón (Cupilco), abundante en cacao, a 35 leguas de la Villa del Espíritu Santo, donde encontraron muchas ciénegas y ríos; y que pasó por tres puentes, entre ellos, tres muy grandes en los pueblos de Tumulán (Tonalá) y Agualulco y en el río Guezalapa (Mezcalapa); el último pueblo de la zona era Nacaxuxuca (Nacajuca). Cruzó el río Grijalva y pasó por Zaguatán (Jalapa), Tepetitan, Chilapan (Chilapa), Istapa (Emiliano Zapata), Tatahuitalpan (Balancán), Tzigualtepecat (Tenosique de Pino Suárez), Acalán, Mazatlán, Canitzán y Ousumacinta.
Por su parte, Bernal Díaz del Castillo, se refiere en su Historia Verdadera de la Conquista de la Nueva España, como acompañante de Cortés, mencionando que estuvo en Cupilco, donde comienza la provincia que llaman Chontalpa toda muy poblada y llena de huertas de cacao y muy en paz, en Tepetitán, que encontró despoblado, con las casas quemadas, así también en Acalán y Zigualtepecat (Tenosique de Pino Suárez).
Cabe agregar, que realizada la hazaña de atravesar la selva, los caudalosos ríos, los pantanos y lagunas de la región, en esta parte del territorio, Cortés mandó ejecutar a Cuauhtémoc, quien era su prisionero desde la conquista de Tenochtitlan. Este lamentable hecho, sucedió, según las investigaciones realizadas, en una población maya que unos historiadores ubicán con el nombre de Canitzán, ubicada en el actual municipio de Tenosique, aunque otros estudiosos lo colocan concretamente en Itzancanac.
A su paso por las cercanías de Santa María de la Victoria (frente a la actual ciudad de Frontera, Centla) Cortés, conoció las condiciones precarias en que vivían los españoles, quienes abandonados a su suerte, vivían refugiados en la villa, rodeados de hostíles indígenas y teniendo que robar comida para poder sobrevivir, por lo que al regresar a la Ciudad de México en 1525, envió al Capitán Juan de Vallecillo, con un pequeño destacamento para someter a los naturales, convirtiéndose así en el primer Gobernador de la Provincia de Tabasco. Vallecillo, proclama la refundación de la Villa de Santa María de la Victoria, e intenta pacificar la provincia, pero no pudo sojuzgar a los nativos, falleciendo a los pocos meses. En 1526 Cortés nombra a Baltasar de Osorio nuevo Gobernador de la provincia, quien también fracasa, por lo que viaja a la Ciudad de México a solicitar más ayuda a Cortés.

## Época de la Colonia
Las tierras de Tabasco fueron una encrucijada para la exploración y conquista de la Península de Yucatán y Guatemala; Tabasco fue una de las primeras regiones en ser descubierta por los conquistadores, la batalla de Centla el 14 de marzo de 1519 constituye para los indígenas de esa época el inicio de la invasión española. Allí, Hernán Cortés obligó a los nativos a jurar lealtad a los soberanos españoles y fundó la ciudad de Villa de Santa María de la Victoria, la primera en tierras de lo que más tarde sería la Nueva España.
Cabe señalar que, en la región se establecieron pocos colonizadores, pues la falta de metales preciosos y las condiciones climatológicas difíciles, no hacían atractiva la zona. Los criollos y peninsulares que habitaron la tierra tabasqueña durante esta época, trajeron al territorio esclavos negros, los cuales también se integraron en el proceso de mestizaje. Es así, que con los indígenas, negros y españoles, se conformó la base a partir de la cual se produjo la integración racial y cultural de la sociedad tabasqueña.

### Gobierno de Francisco de Montejo
El 8 de diciembre de 1526 el Rey Carlos I nombró a Francisco de Montejo como Alcalde Mayor de Tabasco, llegando Montejo en compañía de su hijo y de Gonzalo Nieto, a Santa María de la Victoria en 1528 en donde estableció su "Real"; este venía con la finalidad de conquistar Yucatán y Cozumel al igual que poblar a Tabasco, pensando utilizar a Santa María de la Victoria como su centro de operaciones para las expediciones hacia la península de Yucatán. Sin embargo, a su llegada, Montejo se encontró con que las tribus que habían sido ya conquistadas, se habían insurreccionado nuevamente. Por lo que comprendió que antes que emprender un nuevo intento por conquistar Yucatán, tenía que lograr la pacificación de Tabasco.
Montejo envió a Gonzalo Nieto, a buscar a Alonso de Ávila quien se encontraba en las cercanías de Cozumel, para que acudiera con refuerzos a Tabasco para lográr su pacificación. Mientras aguardaba la llegada de Ávila y los refuerzos, Montejo el Adelantado emprendío diversas acciones militares, gracias a las cuales logró obtener la sumisión de la mayor parte de los pueblos que rodeaban a Santa María de la Victoria. Posteriormente, Montejo se dirigió a la región del río Cupilco y otras zonas de la costa. Una vez que llegó Alonso de Ávila, unirían sus fuerzas para dirigirse por el Grijalva hacia los pueblos zoques de la sierra.
Para el invierno de 1529, prácticamente toda la región del río Grijalva en la parte central de la provincia de Tabasco se hallaba pacificada, logrando transitar de forma muy segura hasta Chiapas. Sin embargo, la campaña de Montejo se vio interrumpida en 1530, cuando estando el Adelantado en Honduras, la Primera Audiencia lo destituyó, nombrando a Baltazar Osorio como el nuevo Alcalde Mayor de Tabasco. Por lo que su hijo Francisco de Montejo y León "el Mozo" tuvo que salir de Santa María de la Victoria y fundar la villa de Salamanca de Xicalango, en donde esperaba instrucciones de su padre.
Sin embargo, debido al descontrol propiciado por Osorio, lo que motivó que los indígenas volvieran a rebelarse, la Segunda Audiencia, restablece a Montejo en 1535, continuando el Adelantado con la pacificación de la provincia.
Con la finalidad de conseguir apoyos para su campaña, Montejo viajó a España donde consiguió que la Reina Juana I le diera el título de Gobernador de Yucatán, Cozumel y Tabasco dándole apoyo para continuar sus campañas militares. Logrando nuevamente la pacificación de la zona del río Grijalva después de muchos y cuantiosos esfuerzos, y sufriendo penalidades y trabajos hasta 1537. Aunque la pacificación total de la provincia, se lograría hasta 1564, tras derrotar a los aguerridos cimatecos, quienes fueron los últimos en rendirse a los españoles. Una vez lograda la pacificación de Tabasco, por lo menos parcialmente, Montejo centró sus esfuerzos en la conquista de Yucatán.
Después de la mala experiencia tenida por Montejo y su ejército al tratar de conquistar Yucatán por el oriente en 1527 y en la campaña de 1530-1535, el Adelantado decidió, desde Tabasco, planear una nueva estrategia para conquistar la península por el oriente, para lo que reunió en Santa María de la Victoria a su hijo Francisco de Montejo y León "el Mozo", a quien nombró Teniente de Alcalde Mayor de Tabasco, a Francisco de Montejo, el sobrino, así como a sus principales capitanes de confianza entre los que se encontraban Alonso Dávila y Gonzalo Nieto. Montejo comenzó a reunir hombres y pertrechos de guerra con la finalidad de conformar un ejército bien armado para atacar a los mayas. Para tal fin, tuvo que realizar viajes a España para solicitar apoyos. En este tiempo, el Adelantado realizó una permuta con Pedro de Alvarado al que le cedió Las Hibueras (Honduras) a cambio de Las Chiapas, así que algunas veces Montejo residía en Ciudad Real de Chiapa y en otras en Santa María de la Victoria.

### Gobierno de Francisco de Montejo el Mozo
En 1537 estando el Adelantado en Honduras, consiguió para su hijo el título de Alcalde Mayor y Gobernador de Tabasco y lo dejó en Santa María de la Victoria para ejercer el cargo y para estar al frente de las campañas militares en la lucha para pacificar completamente la provincia. El Adelantado, tuvo que darle apoyo económico y militar, para tal efecto, le dio instrucciones a Gonzalo Nieto quien era uno de sus capitanes de confianza, para que ayudara a el Mozo en dichas acciones.
"El Mozo" continuó con la campaña militar para pacificar Tabasco, incursionando en la Chontalpa en varias ocasiones para combatir a los aguerridos indios cimatecas, también combatió a los indígenas de Zaguatán, Copilcom, Guimango y Zacualco, "pero los pueblos quedaban de paz unos días y después de nuevo daban guerra". La campaña de Francisco de Montejo y León "el Mozo" se vio interrumpida en 1540, cuando su padre, el Adelantado, le dio instrucciones completas y precisas de la estrategia a seguir para la conquista de Yucatán y para tal fin, le indicaba que debía trasladarse con todos los refuerzos a la villa de Salamanca de Champotón.
Es así, como el Mozo, siguiendo las instrucciones de su padre, zarpó de Santa María de la Victoria con todos los refuerzos hacia Salamanca de Champotón en donde se encontraba el Sobrino quien había sido enviado por su primo para proteger la posición.
Una vez lograda la conquista de Yucatán en enero de 1542, el Adelantado cambio los poderes de la provincia, de Santa María de la Victoria a la recién fundada ciudad de Mérida en junio del mismo año, e incluyó a Tabasco dentro de los territorios bajo su control.

## Época virreinal
Poco tiempo se mantuvieron tras la conquista, los antiguos puntos comerciales, cuya importancia fue identificada por Montejo al intentar sentar las bases españolas sobre los puertos prehispánicos. Sin embargo, el antiguo orden había sido destruido y un nuevo sistema económico comenzaba a surgir. El mundo de las canoas y el comercio comenzó a desmoronarse y con él, también la economía de Tabasco, que pasó de ser considerada una provincia rica incluso por el lejano Tenochtitlan, a ocupar durante la colonia el rango de las regiones pobres y despreciadas.
A principios del siglo XVII, en el resto de la Nueva España se fundaban ciudades, se construían templos, catedrales y palacios, en cambio en Tabasco, el clima inhóspito, la ausencia de metales preciosos y la inseguridad por los ataques piratas, causaron desinterés en los españoles y la provincia de Tabasco cayó en el abandono.

### Los Piratas
En 1557 los piratas ingleses iniciaron sus irrupciones en las costas tabasqueñas, convirtiéndose durante 234 años en un verdadero azote para la provincia de Tabasco. Hasta que por causa de sus constantes ataques, un grupo de habitantes de Santa María de la Victoria decidieron trasladarse río arriba por el Grijalva, hasta un lugar llamado "Tres lomas", fundaron el 24 de junio de 1557, la villa de San Juan Bautista. En esos días gobernaba Tabasco como alcalde Mayor Marcos de Ayala Trujeque.

### Fundación de Villahermosa
En 1564, el español Diego de Quijada, remonta el río Grijalva llegando el 24 de junio, hasta el punto llamado "Tres Lomas" y que los habitantes habían bautizado como San Juan Bautista, fundando oficialmente la ciudad de Villahermosa con el nombre de Villa Carmona, realizando el trazo de la Plaza de Armas y de las primeras calles. En una carta enviada al rey de España, con fecha 10 de febrero de 1565, Diego de Quijada, le informa:

"...el tiempo que estuve ahí en Tabasco conocí a unos españoles casados o solteros, héles mandado recoger en un muy buen asiento que está a veinte leguas de Santa María de la Victoria en el mismo río Grijalva, y allí tracé el pueblo y di solares y títulos de estancias y tierras...Intitulé al pueblo como villa Carmona, porque tiene una vega que parece a la de Carmona, España(...)igualmente tracé la Plaza de Armas sobre una loma a la que intitulé "de la Eminencia", desde donde se divisa muy bien el río(...)En ella hay mucha caza de venados y conejos y patos grandes, y mucha cantidad de pescado y buenas aguas y mucha leña. Entendido tengo que este pueblo irá cada día en aumento y permanecerá por él aquella provincia..."

Dos años más tarde recibieron el permiso real de Felipe II, donde aprueba su fundación, y el 24 de julio de 1598 el mismo Felipe II le otorga a la ciudad el título de "Villa Hermosa" de San Juan Bautista y le concede un escudo de armas de los más antiguos de América, y que aún identifica a Tabasco.

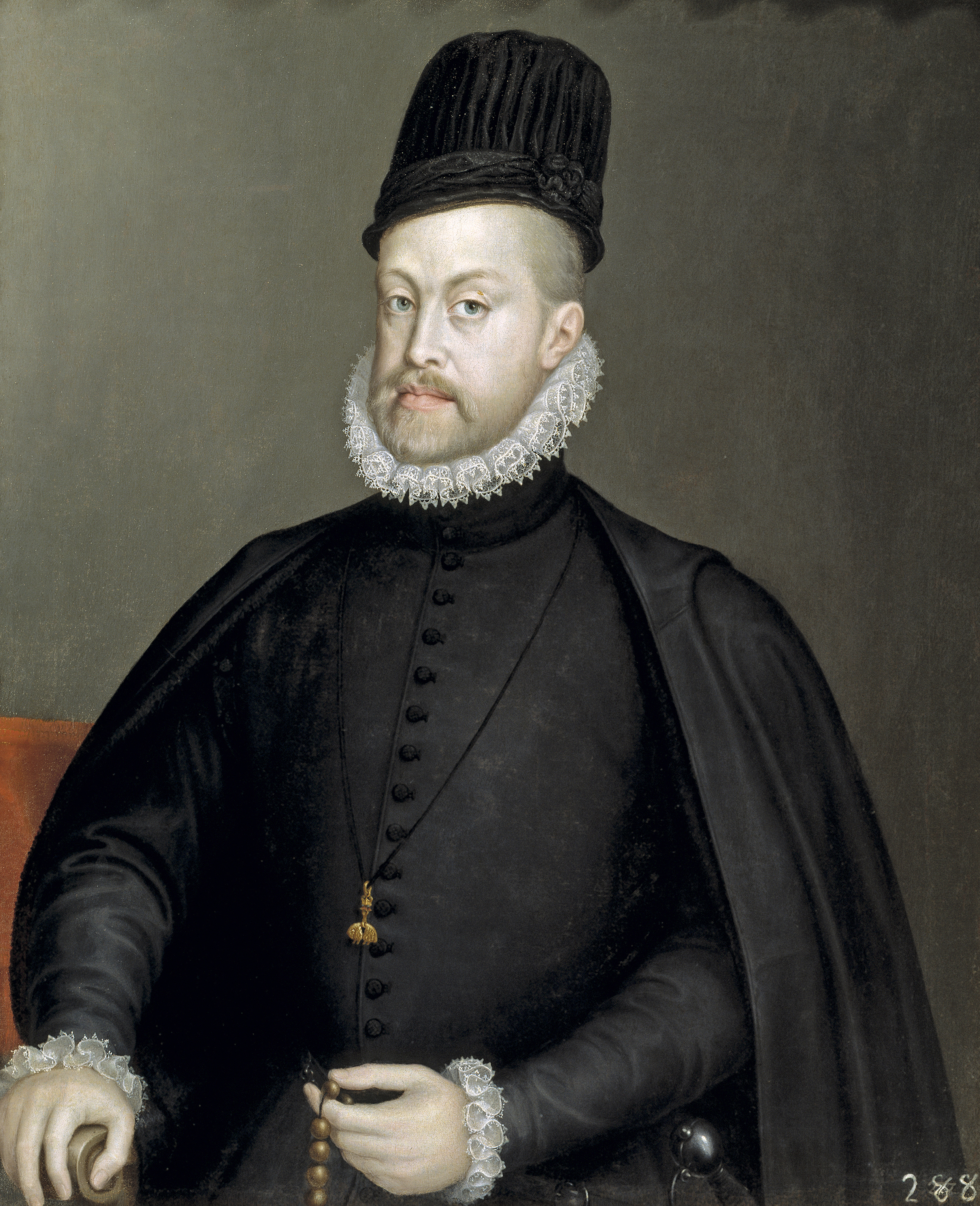
El Rey Felipe II de España otorgó a la ciudad de San Juan Bautista el título de "Villa Hermosa" así como un escudo real.

Entre 1596 y 1598, siendo Alcalde Mayor de Tabasco, don Lázaro Suárez de Córdova, quien continuaba despachando en Santa María de la Victoria, informa que debido a que los corsarios estuvieron muy activos contra Tabasco, manda construir en San Juan Bautista la "Casa fuerte" o Almacén Real a fin de defender la población y salvaguardar los caudales reales.
Debido a los continuos ataques de los piratas, en el que destaca el terrible ataque de 1597 donde piratas holandeses destruyen e incendian totalmente Santa María de la Victoria, en 1604 el alcalde mayor de Tabasco Juan de Miranda solicita al Virrey marqués de Montesclaros Juan de Mendoza y Luna que los poderes de la provincia, sean cambiados a San Juan Bautista y que a la ciudad se le cambie el nombre por el de San Juan de Villahermosa, sin embargo el Virrey solo autoriza el cambio de nombre de la ciudad, pero no el traslado de los poderes.
Como los ataques piratas no cesaban, y continuamente destruían y saqueaban la villa de Santa María de la Victoria, en el año de 1619 vuelve a gestiornarse el cambio de los poderes de la provincia a San Juan de Villahermosa ante el Marquéz de Guadalcazar Diego Fernández de Córdoba, autorizándolo con fecha 3 de diciembre de ese mismo año, sin embargo, el traslado no se realizó debido a que muchos vecinos no quisieron abandonar Santa María de la Victoria.
Es hasta el 3 de febrero de 1641 que el Virrey Diego López Pacheco Cabrera y Bobadilla firma un decreto por medio del cual, se cambian los poderes de la provincia, de la villa de Santa María de la Victoria a San Juan de Villahermosa (hoy Villahermosa), confirmado el decreto por el alcalde mayor de Tabasco Simón Rodríguez el 6 de junio. El traslado de los poderes se realizó el 24 de junio de 1641, llevando las autoridades españolas el Pendón Real, el Archivo Real y la imagen de la Virgen María dejada por Hernán Cortés en 1519.

### La rebelión maya de 1668 a 1671
Durante la segunda mitad del siglo XVII se produjo en Tabasco un aumento considerable en la explotación de los pueblos indígenas a través de métodos aparentemente reglamentados como las contribuciones, derramas y especialmente los llamados "repartimientos forzosos" de especies o mercancías, los cuales fueron usados por los españoles para su enriquecimiento personal, a la vez que empleaban su poder para interferir en el nombramiento de las autoridades indígenas de las comunidades con el fin de hacer más fácil el abuso y el atropello.
Es así como en 1668 siendo Alcalde Mayor de Tabasco Francisco Maldondo de Texeda, la magnitud de los atropellos y la arbitrariedad por parte de las autoridades coloniales, sobre las comunidades indígenas, desembocó en levantamientos y sublevaciones de los pueblos de la región del Usumacinta. Ese año, los pueblos de Multé, Popane, Istapa, Balancán, Santa Ana, Usumacinta, Petenecté, Tenosique y Canitzán, se levantaron contra la autoridad colonial.
Durante el tiempo que duró la revuelta, estos pueblos permanecieron fuera del control colonial, del pago de tributos a encomenderos y de los restantes servicios a la Corona española y a la Iglesia. Al poco tiempo, la rebelión se extendió a otros pueblos como Sahcabchén y Popolá en Campeche, lo que le permitió a los indígenas sublevados asentarse en un territorio amplio y fuera de control de la autoridad colonial, situados en la base de la Península de Yucatán, El Petén y la sierra de Tabasco y Chiapas.
Los españoles no podían ingresar al territorio, y los que habitaban en los pueblos sublebados fueron expulsados o asesinados. Las autoridades intentaron someter por todos los medios a los indígenas sin conseguirlo. Ante el descontrol existente, en 1671 las autoridades coloniales nombraron como nuevo Alcalde Mayor de Tabasco a Miguel Fernández de Rivero, quien designó al presbítero Cristóbal Ruíz, intermediario en las pláticas de conciliación, sin embargo, después de varios meses, las pláticas fracasaron y los indígenas continuaron sublevados.
Después de tres años de alzamiento, el alcalde Fernández de Rivero, en un esfuerzo por evitar que el conflicto se extendiera a otros territorios, conformó una "Compañía de Pardos" para enfrentarse a los sublevados. Durante los enfrentamientos, mataron a una gran cantidad de indios, logrando a finales de 1671, el sometimiento de todos los pueblos mayas sublevados.

### Cambio de la capital de la Provincia
A principios de 1677 siendo Alcalde Mayor Diego de Loyola, San Juan de Villahermosa es atacada por corsarios ingleses con una ferocidad desmedida, saqueando e incendiando la población, por lo que las autoridades se vieron obligadas a abandonar la ciudad, estableciéndo el gobierno en la villa de Tacotalpa, realizando Diego de Loyola la fundación española de dicha villa con el nombre de Tacotalpa de la Real Corona para diferenciarla de la población indígena homónima. Con fecha 21 de junio de ese mismo año, el alcalde mayor de Tabasco, informaba al Virrey que " el temor por las invaciones piratas había provocado el despoblamiento de pueblos enteros como Cunduacán, y que Villahermosa, que era la capital, se había despoblado también".

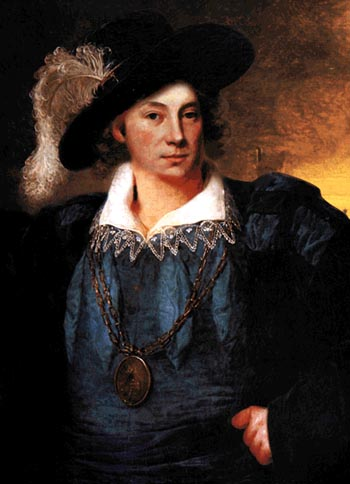
El pirata Laurens de Graff conocido como "Lorencillo"se convirtió en un verdadero azote para la Provincia de Tabasco, atacando sobre todo, la zona de la Chontalpa.

### La lucha contra los piratas
Entre 1680 y 1689, las incursiones de piratas ingleses al mando del Laurens de Graff alias Lorencillo, se convirtieron en una calamidad para los pueblos de la Chontalpa. Los piratas, entraban por los ríos Dos Bocas y González llegando a poblaciones como Jalpa, Nacajuca, Huimanguillo, y muchas más, las cuales saqueaban e incendiaban.
Para 1688, Villahermosa estaba bien protegida, con vigías, trincheras y fortificaciones, lo que le permitió mantenerse libre de ataques por algunos años.
Para 1702, se organizó en Villahermosa una expedición al mando del cabo Archivaldo Magdonel, con 128 voluntarios, a los que se les proporcionaron municiones y bastimentos, una lacha y seis piraguas, para atacar a los piratas en la Isla del Carmen, la expedición logró derrotar y apresar a un gran número de piratas.
Sin embargo, en junio de 1711, Villahermosa, es atacada en forma despiadada por los corsarios ingleses, quienes incendian el Almacén Real, que era la Casa de Gobierno, los defensores tuvieron que refugiarse en el Fortín de la Encarnación, que resistió el ataque, pero los piratas incendiaron muchas casas dejando la población en ruinas.
Fue hasta el 16 de julio de 1717, cuando fuerzas tabasqueñas al mando del exalcalde Mayor de Tabasco Alonso Felipe de Andrade, a quien se le unieron fuerzas de Veracruz, lograron derrotar y expulsar a los piratas de la Isla de Tris (Isla del Carmen), fundando ahí el puesto militar de Nuestra Señora del Carmen.
En 1757 de nuevo se registran ataques piratas en las costas de Tabasco, pero para ese entonces, ya las autoridades tenían mejores recursos para defenderse, por lo que fueron repelidos.
Sin embargo, en 1765, los habitantes de la Chontalpa concretamente de las poblaciones de Cunduacán, Jalpa y Huimanguillo, cansados de los ataques, decidieron desviar las aguas del río Mezcalapa hacia el oriente, para conectarlo con el Samaria y el Carrizal, lo que prácticamente secó el brazo del río que desaguaba en Dos Bocas, llamándose desde entonces "río Seco".
Finalmente, en 1785, las milicias de Tabasco, al mando del capitán Juan de Amestoy y del teniente Francisco Interiano, derrotan y desalojan definitivamente a los ingleses de la Isla del Carmen, reintegrando la isla a Tabasco.
Después de 118 años, en enero de 1795 el Virrey Miguel de la Grúa Talamanca autoriza el cambio de los poderes de la Provincia de Tabasco de Tacotalpa a Villahermosa de San Juan Bautista, llevándose a efecto el lunes 15 de agosto de ese año. Termina así en definitiva la etapa pirática en las costas del Golfo de México, que tando daño hicieron a la provincia de Tabasco.

### Época de los Borbones

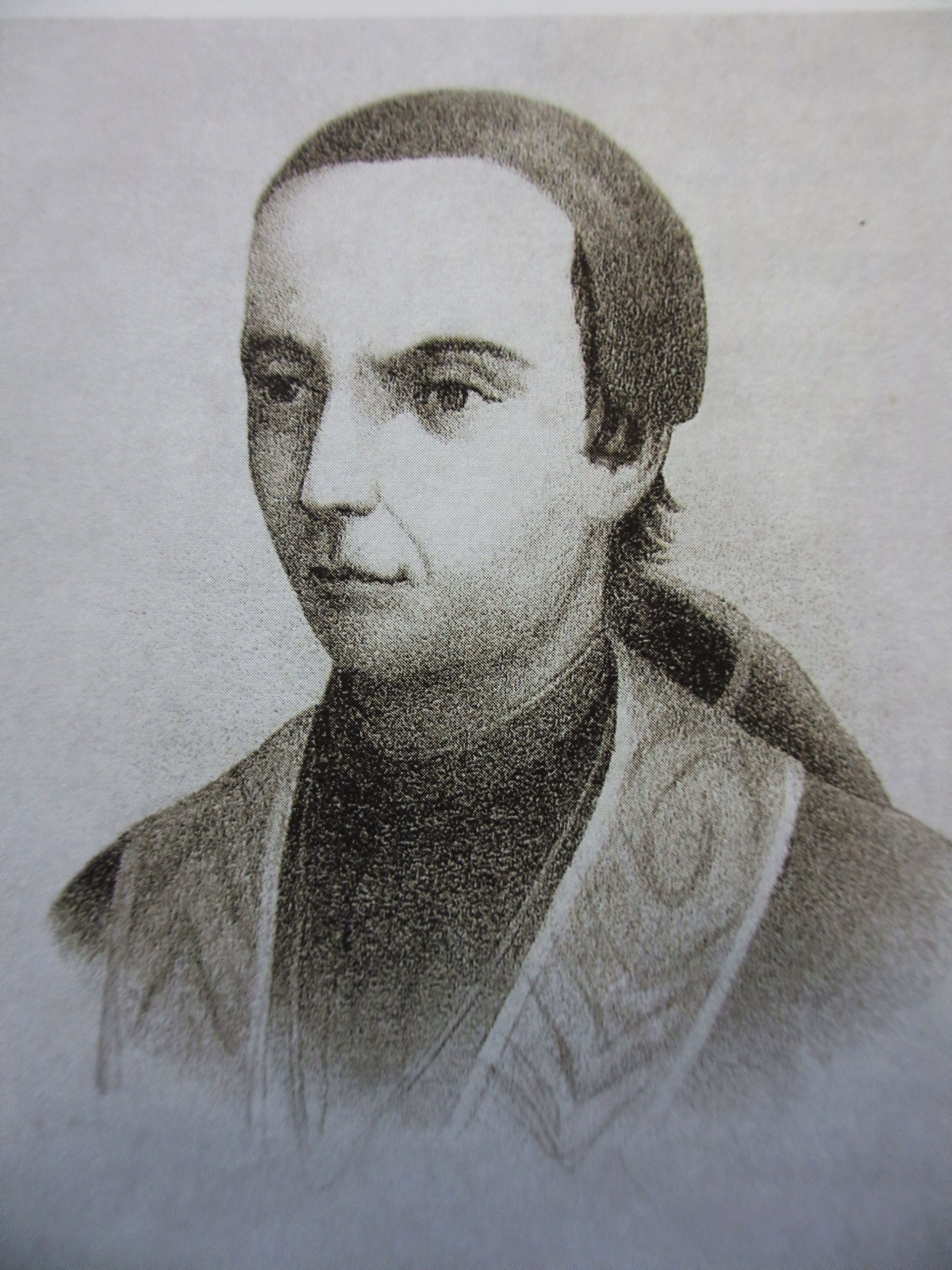
Presbítero José Eduardo de Cárdenas primer Diputado por Tabasco. Representó al estado en las Cortes de Cádiz.

La época de los Borbones es marcada por los constantes recortes económicos y las reglamentaciones administrativas establecidas en la provincia de Tabasco, también llamadas reformas borbónicas, alrededor de 1777 y 1811.

### Primera Diputación Provincial
En 1810, el presbítero José Eduardo de Cárdenas, fue elegido Diputado de la provincia de Tabasco, ante las cortes de Cádiz, España, siendo Diputado viajó en 1811 a Cádiz y el 24 de julio presentó el documento "Memoria en favor de la Provincia de Tabasco", en el que demandaba que la provincia de Tabasco, sumida en el abandono, saliera de la marginación en la que sin razón estaba sepultada. En dicho documento, Cárdenas, proponía entre otras cosas, la educación gratuita, la creación de sociedades agrícolas, la creación de ayuntamientos por elección popular y la división del gobierno en tres poderes: Ejecutivo, Legislativo y Judicial. También solicitó al Rey Fernando VII que para compensar dicho abandono, se le intituyera a Villahermosa, el título de "Muy noble y Muy leal.
Posteriormente, el 1 de agosto de 1811, José Eduardo de Cárdenas junto con el grupo de 33 Diputados que provenían de América, presentó ante las Cortes de Cádiz, la llamada "Exposición de Motivos de la Guerra de Independencia", en la cual se exponían los motivos que habían dado origen a la guerra de Independencia iniciada en México, proponiendo medidas de pacificación.
En septiembre de 1810 estalló, muy lejos del Sureste, en Dolores, Guanajuato la lucha que habría de culminar, 11 años más tarde, con la declaración de Independencia. La marginación geográfica y de toda índole explica la tardanza con que aquí repercutió la demanda libertaria.
El 18 de marzo de 1812, fue sancionada la Constitución de Cádiz, este documento fue promulgado y distribuido por el Ayuntamiento de Villahermosa a principios del mes de noviembre de ese mismo año.

## México independiente

### La lucha libertaria en Tabasco
Hubieron de pasar dos años más, para que en 1814 don José María Jiménez Garrido diera el grito de insurrección en Tabasco; no obstante, su iniciativa no encontró suficiente eco y don José María fue condenado a prisión. Entretanto, por instrucciones del Gobernador de Tabasco Francisco de Heredia y Vergara el 24 de mayo de 1815, se levantaron en la provincia actas de adhesión a la Corona Española.
El 12 de febrero de 1816, Atanacio de la Cruz se alzó en armas y tomó la villa de Huimanguillo, pretendía tomar también Cunduacán, Acayucan, Guazacoalcos y Tonalá. El gobernador Francisco de Heredia y Vergara pidió ayuda a los estados vecinos, respondiendo el de Veracruz, quien mandó 10 cajas de pólvora y 50 mil balas de fusil. A los pocos meses, el gobernador Francisco de Heredia y Vergara informaba al virrey Calleja de la derrota y aprensión de Atanacio de la Cruz.
Hacia 1820 en Tabasco, aunque aislado geográficamente, la sociedad se iba enterando de los acontecimientos, y el gobernador Ángel del Toro, no podía sofocar la opinión pública en favor de la independencia que se extendía y se demostraba en todos los puntos de la provincia.
El 30 de junio de 1821, el Capitán José María Jiménez Garrido promulgó el Plan de Iguala en Tabasco, y muchos habitantes de Cunduacán, Macuspana, Huimanguillo y Teapa se adhieren a dicho plan, y el 5 de julio de 1821 se alzan en armas y Villahermosa es tomada por los independentistas encabezados por José María Jiménez Garrido, su hijo José Víctor Jiménez y Luis Timoteo Sánchez y a las 2 de la tarde en la Plaza Mayor, Luis Timoteo Sánchez proclama la independencia y da a conocer el "glorioso sistema independiente", sin embargo el gobernador Ángel del Toro logró sofocar la rebelión y los realistas recuperan la ciudad, mientras que los independentistas son aprehendidos y enviados a la prisión de San Fernando de la Frontera y después a San Juan de Ulúa con la intención de deportarlos a España.
Mientras tanto, la violencia se recrudecía por otros rumbos del País y los españoles perdían terreno paulatinamente hasta que, en agosto de 1821 mediante la firma de los Tratados de Córdoba, México obtuvo su independencia política de España.

### Proclamación de Independencia

Bandera de las Compañías Militares de Tabasco 1821.

El 24 de agosto de 1821 se firmaron los Tratados de Córdoba, por medio de los cuales, se reconocía la independencia de la Nueva España. Tras ese acontecimiento, Antonio López de Santa Anna como comandante en jefe de la 11.ª. División que se encontraba en Alvarado, envió al capitán Juan Nepomuceno Fernández Mantecón, con 400 hombres y suficientes pertrechos para liberar a Tabasco del dominio español.

#### La ruta de la independencia
El capitán Fernández llegó a Huimanguillo en donde se juró la independencia el 25 de agosto, y donde se le unieron muchos simpatizantes entre ellos Fernando Nicolás Maldonado y José María Jiménez Garrido. Entró a Tabasco por el municipio de Huimanguillo el 31 de agosto, llegando a San Antonio de los Naranjos (hoy Cárdenas), primer distrito tabasqueño que juró la independencia ese mismo día. Pasó después a Cunduacán cabecera del Distrito de la Chontalpa donde se juró la independencia el 4 de septiembre.
Al día siguiente 5 de septiembre continuó su camino estableciendo su cuartel en el pueblo de Tamulté en las cercanías de la capital del estado, el 6 de septiembre llegó al pueblo de Atasta, con 600 hombres, porque en todo el camino se le habían unido 200 tabasqueños. El 7 de septiembre de ese mismo año de 1821, tras un ligero combate con las fuerzas españolas en las afueras de Atasta entró a la ciudad de Villahermosa provocando la huida hacia Camepeche de Ángel del Toro, quien fue el último gobernador colonial en Tabasco.
Fernández Mantecón desfiló con la tropa por el camino real a Atasta y Tamulté (hoy 27 de febrero), hasta Cruz Verde (hoy Av. Francisco Javier Mina), dobló en la calle Yerbabuena (hoy Iguala), hasta la loma y calle de la Encarnación (hoy 5 de mayo), ocupando el cuartel nuevo en la hoy calle de Independencia, el cuartel viejo, la casa consistorial (el Ayuntamiento) y la Plaza de Armas en donde proclamó la independencia de Tabasco de la Corona española, el sábado 7 de septiembre. Culminando así 302 años y seis meses de dominio español en el estado.

### Incorporación al Imperio Mexicano
La incorporación de Tabasco al nuevo Imperio Mexicano, se realizó el día domingo 8 de septiembre de 1821 a las 9 de la mañana en la Plaza de Armas de Villahermosa en donde las autoridades tabasqueñas juraron la Independencia de Tabasco y el Plan de Iguala, el festejo culminó con una misa y un "Te Deum" en la ermita de la Concepción.
El capitán Juan N. Fernández se hizo cargo de los mandos político y militar, convirtiéndose así en el primer gobernador de Tabasco en la época independiente. Sin embargo, no tardó mucho tiempo en el cargo, ya que en 1822 fue acusado de diversos abusos, por lo que fue trasladado a la prisión de Cunduacán y luego a la Ciudad de México. Lo sustituyó el general Manuel María Leytón.

### Imperio de Iturbide

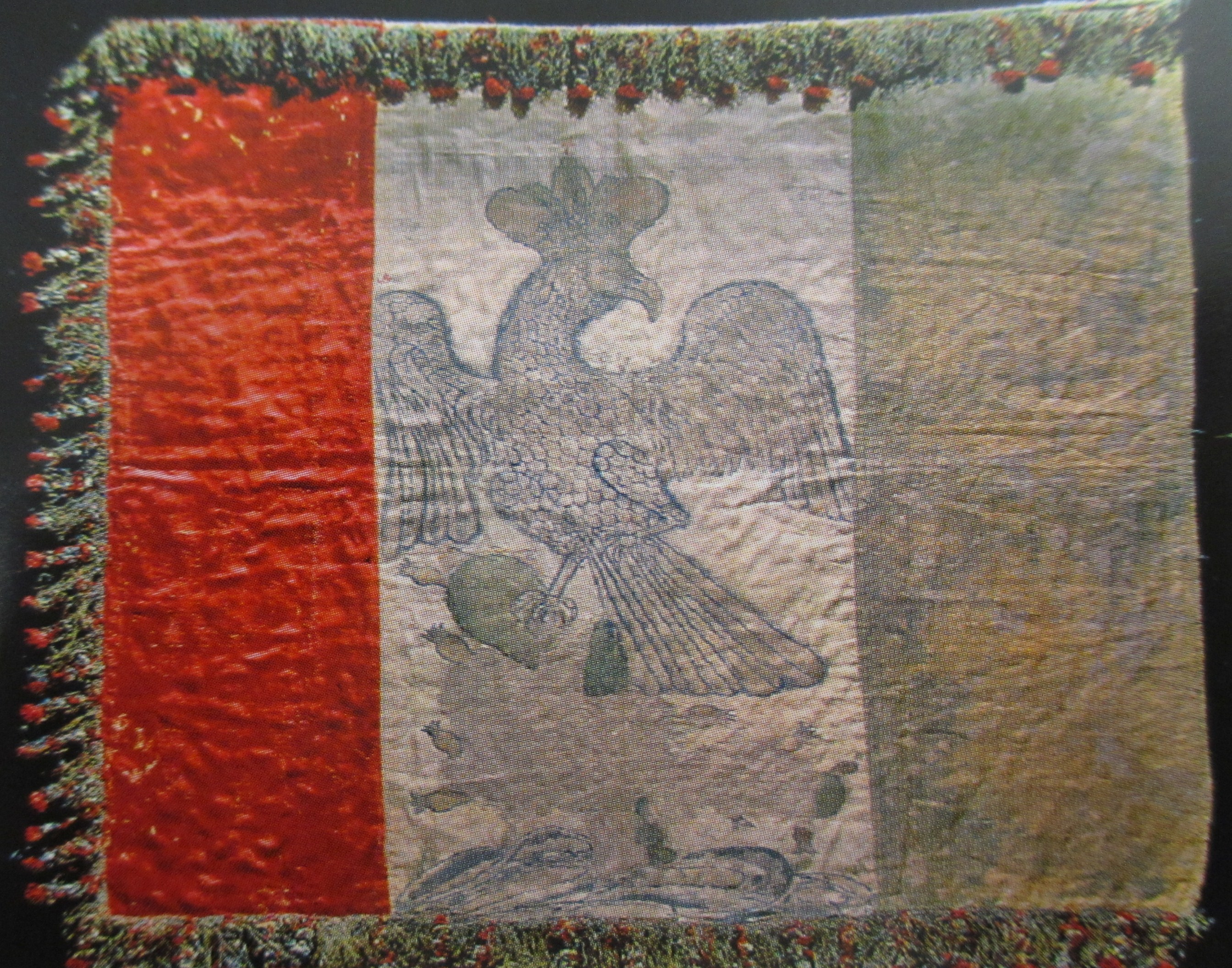
Bandera con la que se juró el Imperio de Iturbide, en San Juan Bautista, Tabasco el 10 de junio de 1822.

Poco después se conoció la noticia de que Agustín de Iturbide se había proclamado emperador. Tocó entonces al gobernador y comandante militar del estado Manuel María Leytón proclamar emperador a Iturbide, en un acto celebrado en la Plaza Mayor de San Juan Bautista el 10 de junio de 1822. Por instrucciones de Iturbide, tomó entonces posesión de la gubernatura tabasqueña el coronel José Antonio Rincón, quien permaneció en su cargo hasta 1823 cuando, Antonio López de Santa Anna instituyó la República.

### Primera Diputación Provincial ante el Congreso mexicano
El 21 de agosto de 1822, Manuel Crescencio Rejón, quien era Diputado por Yucatán, propuso hacer de Tabasco una provincia y que la correspondiente diputación provincial se estableciera en San Juan Bautista de Villahermosa y el 9 de septiembre esta propuesta fue turnada al comité correspondiente. El 2 de noviembre de 1822 La Junta Nacional Instituyente creada por Iturbide al disolver el Congreso, dispuso que Tabasco tuviese su Diputación provincial, hecho que se consumó al publicarse la Ley electoral para los comicios de diputados al Segundo Congreso Constituyente de la Nación el 17 de junio de 1823, fecha en la que Tabasco queda separado definitivamente de Yucatán. Rejón dijo un año más tarde, hablando en el Congreso que la Junta Nacional Constituyente había aprobado la solicitud y emitido el correspondiente decreto.
Las elecciones se realizaron el 30 de noviembre de ese año y resultaron ganadores para integrar la primera diputación provincial Antonio de Serra y Aulet, Francisco Puig, Nicanor Hernández Bayona, Pedro López, y los sacerdotes José María Cabral y Felipe Prado. La Diputación se instaló el 1 de enero en la Casa Consistorial y Tabasco tenía organizada su diputación provincial en abril de 1823.

### Incorporación a la nueva República Federal

#### Comandancia General de la provincia de Tabasco
Tras desatarse la rebelión contra el emperador Agustín de Iturbide en febrero de 1823, se disuelve la Junta Nacional Instituyente y se reinstala el Congreso a principios de marzo, decidiéndose el 9 de mayo la extinción de las capitanías generales de provincias y se establecen las Comandancias Generales, y el 17 de junio de 1823, Tabasco forma la suya separándose definitivamente de Yucatán, agregándosele además el distrito militar de la Laguna de Términos.

#### Creación del estado de Tabasco

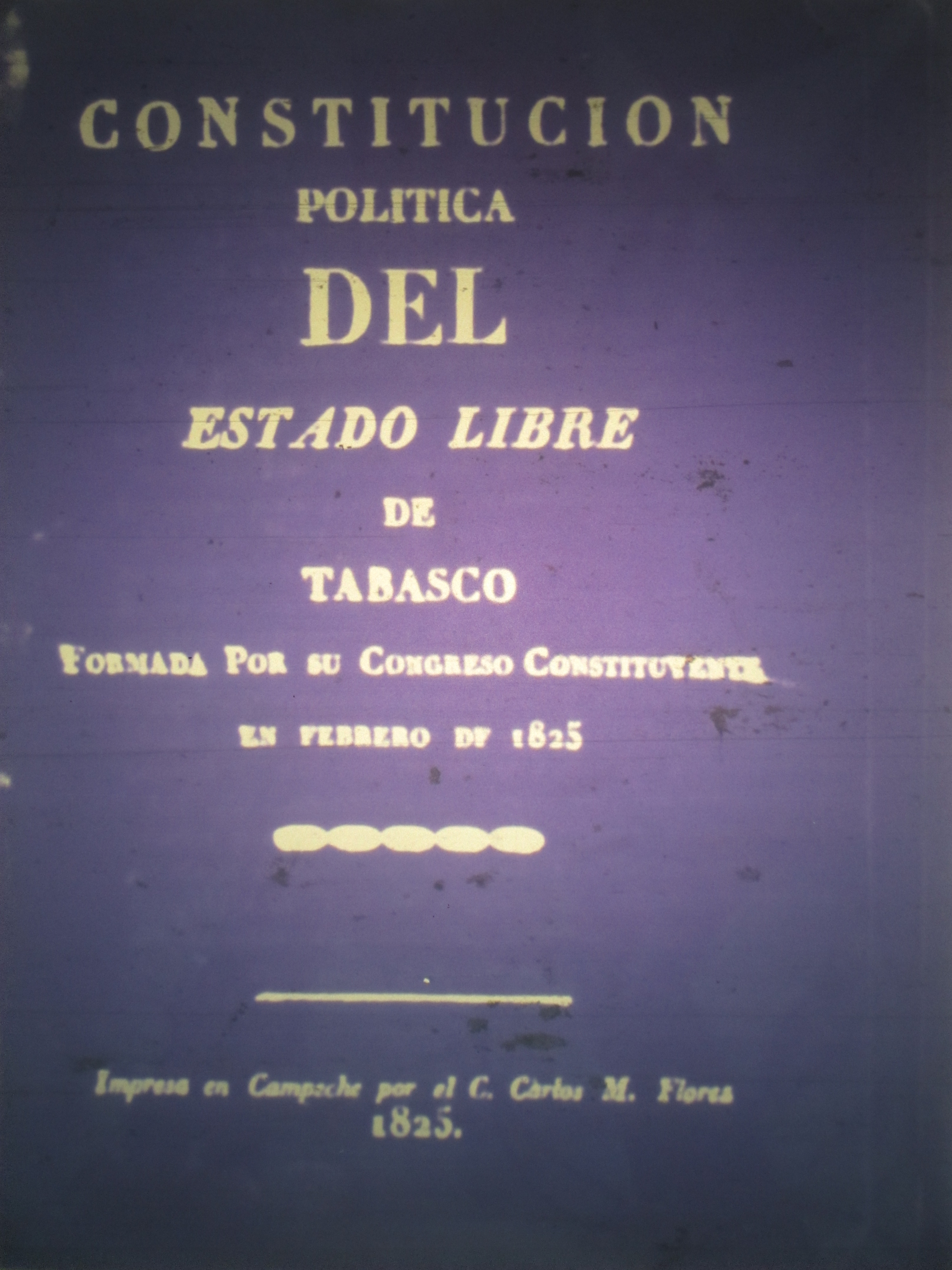
Portada de la Constitución Política de Tabasco promulgada en 1825.

Hacia finales de 1823, se creó el Supremo Poder Ejecutivo, para gobernar México tras la caída del Imperio Mexicano, posteriormente, se crearía el Congreso Constituyente, para crear la primera Constitución Federal de los Estados Unidos Mexicanos, conocida como la Constitución de 1824. El documento señalaba que la Nación adoptaría un gobierno federal con división de poderes.
En dicho Congreso Constituyente, participó representando a Tabasco don José María Ruiz de la Peña, quien el 29 de enero de 1824 hacía uso de la palabra para decir que "Tabasco contaba con los requisitos para convertírse en uno de los estados de la nueva nación, como población, agricultura y comercio.". El diputado por Yucatán Fernando Valle, se opuso, argumentando que Tabasco era parte de la intendencia de Yucatán. Sin embargo, el también diputado yucateco Manuel Crescencio Rejón apoyó al tabasqueño argumentando que Tabasco tenía hombres capaces para gobernarse, aseveración que también fue apoyada por el diputado por Puebla Mariano Barbosa, por lo que después de someterse a votación, fue aprobada la solicitud de Tabasco para convertirse en un estado de la nueva nación mexicana.
Tabasco es considerado un estado de México desde el 31 de enero de 1824, notificándosele a las autoridades tabasqueñas el poder formar su Congreso local, el 7 de febrero de 1824, siendo el estado número 13 fundador de la Federación.
El 3 de mayo de 1824 se instaló el primer Congreso del estado libre, independiente y soberano de Tabasco, y poco después se erigió en Congreso Constituyente, para finalmente sancionar el 5 de febrero de 1825, la primera Constitución Política del estado de Tabasco la cual constaba de 11 capítulos y de 224 artículos, y fue promulgada el 26 de febrero de ese misno año por el vicegobernador encargado del Poder Ejecutivo del estado Pedro Pérez Medina, siendo Tabasco el cuarto estado del país en contar con una Constitución local (solo después de las de Jalisco, Oaxaca y Zacatecas).

### Federalistas contra Centralistas
La inestabilidad que caracterizó esta época, tenía que repercutir con turbulencia en una región como Tabasco. Fiel reflejo de esta turbulencia política fue el hecho que entre 1825 y 1843, Tabasco tuvo 14 gobernadores en esos 18 años.
En 1828 en Tabasco actuaban dos bandos: uno, encabezado por Agustín Ruíz de la Peña quien apoyaba a los federalistas y otro por Marcelino Margalli, quien gobernaba la entidad y favorecía a los centralistas. Esa pugna local era un reflejo de la lucha que federalistas y centralistas libraban en el país. Ese año, se desataba un rebuelta, que derrocaba al centralista Marcelino Margalli, asumiendo la gubernatura el federalista Agustín Ruiz de la Peña.
Sin embargo, en 1830 el vicepresidente Anastasio Bustamante ocupaba el poder implantando la República Centralista, y durante su gestión es arteramente asesinado don Vicente Guerrero, acto que volvió a complicar, todo el panorama.

#### Primera invasión de los Chenes
En enero de 1830 con la finalidad de restaurar el régimen bustamantista en Tabasco y derrocar al gobernador Agustín Ruiz de la Peña, el gobernador de Yucatán José Segundo Carvajal envió 300 soldados al mando del General Sebastián López de Llergo quien invadió el estado dando origen a la Primera invasión de los Chenes.
El 15 de febrero de 1830 la tropa del coronel centralista Sebastián López de Llergo, sitió y entró a la capital del estado San Juan Bautista (Villahermosa), apresando al gobernador Agustín Ruiz de la Peña, que fue conducido a la prisión de Campeche, saqueó el comercio y casas de familia, asesinó a varias personas, y derribó la pirámide que estaba en medio de la Plaza de la Constitución. Debido a la toma de San Juan Bautista, la villa de Teapa fue nombrada capital del estado. Los federalistas se agruparon en la región de la Chontalpa, mientras que los centralistas se establecieron en la región de Los Ríos.
Ante una inminente guerra civil, el gobernador interino Juan Dionisio Marcín y otros políticos destacados se dirigieron al Congreso para solicitar ayuda que les permitiera resguardar el orden y el federalismo, así como conservar la integridad del territorio. Así, las villas de Teapa, Jalapa y Tacotalpa aportaron recursos para defender el sistema federal.
El conflicto terminaría cuando el vicepresidente Anastasio Bustamante intervino y expidió un decreto para poner fin al conflicto entre Tabasco y Yucatán. El gobernador Agustín Ruiz de la Peña fue conducido a la Ciudad de México y liberado después.
En la capital de la República la situación era tensa, inquietante: Anastasio Bustamante (1830- 1832) hacía esfuerzos por estabilizar la situación política y la vida económica del País.

#### Segunda invasión de los Chenes
En 1832, algunos militares liberales inspirados por el recuerdo de Vicente Guerrero, se levantaron contra el gobierno de Bustamante. En Tabasco ocupaba la gubernatura del estado el centralista José María Rovirosa quien, al conocer los hechos, juro lealtad al Presidente Bustamante lo que originó que se alzaran en armas el general Mariano Martínez de Lejarza y Evaristo Sánchez apoyando el Plan de Veracruz  en contra de Bustamante y en favor de Gómez Pedraza para la presidencia.
Ante esta situación, los gobernadores bustamantistas José Segundo Carvajal de Yucatán e Ignacio Gutiérrez de Chiapas enviaron a Tabasco una fuerza militar conformada por 500 soldados de la guarnición de Campeche al mando de los generales José del Rosario Gil y de Manuel Lara Bonifaz, en la que fue llamada la "Segunda invasión de los Chenes", la cual culminaría con el triunfo de las fuerzas tabasqueñas el 25 de julio de 1832.
El gobernador Rovirosa falleció ese mismo año de 1832 y fue sustituido por Manuel Buelta, quien restaura el federalismo en el estado.

#### Guerra civil 1833-1834
La llegada de los federalistas al gobierno del estado, desencadenó la molestia de los centrlistas, registrándose múltiples alzamientos militares contra el gobernador federalista Manuel Buelta. Esto desencadenó una guerra civil entre centralistas y federalistas. En 1833 Mariano Martínez y Evarísto Sánchez se alzaron en armas en Cunduacán, también hubo alzamientos en Huimanguillo.
Además de la guerra civil, el estado enfrentó otra calamidad, el 26 de noviembre de 1833 se declaraba la epidemia de cólera en San Juan Bautista y el 5 de diciembre en el puerto de Frontera, causando gravísimos estragos entre sus habitantes que aún no encontraban la estabilidad política en su territorio. Tan solo en la capital del estado, murieron 2,500 personas y en tondo el estado, fallecieron 4,020 personas. La epidemia pudo ser controlada hasta septiembre de 1834.
Los alzamientos militares en contra del gobernador Buelta continuaron, los últimos y más grandes se dieron en 1834 y fueron encabezados por Santiago Duque de Estrada y el general Mariano Martínez de Lejarza quienes apoyaban las tendencias centralistas y clericales del Presidente Antonio López de Santa Anna. Martínez sitió y bombardeó la capital del estado, tomando la ciudad y provocando la salida del gobernador Buelta. 
Los liberales tabasqueños no estaban de acuerdo y decidieron rebelarse contra el centralismo encabezados por don Fernando Nicolás Maldonado. El 26 de marzo de 1834, Maldonado atacó la capital del estado y después de dos días de combates, tuvo que batirse en retirada no pudiendo tomar la ciudad que seguía en manos de los centralistas al mando de Mariano Martínez.
Mientras esto sucedía en Tabasco, en el resto de la república la lucha de los centralistas contra los federalistas seguía en plena efervescencia. El estado de Veracruz se pronunciaba por el centralismo, mientras que Zacatecas por el federalismo, siendo el primer estado que se rebeló contra el poder centralista en la llamada Rebelión en Zacatecas de 1835. Ese mismo año, la región de Texas declaraba su separación de México. A fin de cuentas, resultó victorioso el bando centralista en 1836 se promulgó la Constitución Centralista, conocida también como las Siete Leyes.

### Revolución federalista
En 1839 se desata en el estado una cruenta guerra civil entre los federalistas en contra de los centralistas. Al grito de "Federación o muerte", Fernando Nicolás Maldonado se alza en Jonuta y posteriormente en Macuspana. Días después se registran alzamientos en Tacotalpa, Teapa y Cunduacán. El 29 de junio de 1840, la artillería federalista bombardeaba de nuevo la capital del estado, ocupando varios de sus barrios y parte del centro, el gobernador José Ignacio Gutiérrez tenía sus atrincheramientos en el fortín de la Encarnación y en El Principal (casa de gobierno). Los combates en la capital duraron 40 días, no pudiendo los federalistas tomar la plaza.
Ante esta situación, Fernando Nicolás Maldonado viajó a Campeche y Mérida, entrevistándose con el general Juan Pablo de Anaya, el cubano Francisco de Sentmanat, y con el gobernador de Yucatán Juan de Dios Cosgaya, a quienes convenció de la necesidad de restablecer el federalismo en Tabasco. Juan Pablo de Anaya, quien sería nombrado Comandante de las fuerzas federalistas convenció al Almirante estadounidense E. W. Moore quien comandaba tres buques de la armada texana de apoyarlo para liberar a Tabasco del gobierno centralista.
Juan Pablo de Anaya y Francisco de Sentmanat, arribaron a las costas de Tabasco y de inmediato las tropas texanas desembarcan en territorio tabasqueño en el puerto de Guadalupe de la Frontera el 7 de septiembre de 1840, e inician su avance hacia la capital San Juan Bautista.
Mientras tanto, los rebeldes federalistas encabezados por Fernando Nicolás Maldonado y Justo Santa Anna inician una nueva ofensiva tomando Jonuta, Macuspana, Tepetitán, Jalapa, Teapa y Tacotalpa; Francisco de Sentmanat entra a la Chontalpa derrotando a los centralistas en Cunduacán mientras que las fuerzas texanas avanzaban sobre la capital San Juan Bautista este hecho, enfrió mucho el ánimo de los centralistas.
La sublevación culminaría el 17 de noviembre de 1840 con el triunfo de las fuerzas federalistas y la renuncia del gobernador Gutiérrez. Lo que molesta al Presidente Anastasio Bustamante quien decreta fuertes sanciones económicas para el estado.

### Bombardeo texano
Ante el triunfo de las fuerzas federalistas en el estado el 6 de diciembre de ese año, tomó posesión de la gubernatura Agustín Ruíz de la Peña, sin embargo a los pocos días se presentó en la capital del estado una escuadra de tres buques texanos al mando del Comodoro E. W. Moore, quien reclamaba el pago de 25 mil pesos acordado con Anaya por haber apoyado la causa liberal, esto motivó que el 14 de ese mismo mes, Ruiz de la Peña, renunciara al cargo siendo sustituido por el campechano Pedro Requena Estrada
Ante el incumplimiento del trato hecho por Juan Pablo de Anaya, la armada texana comenzó a bombardear la capital del estado, por lo que el gobernador Pedro Requena Estrada se entrevistó con el almirante Moore para disuadirlo de suspender el bombardeo ya que el trato lo había hecho con Anaya y el gobierno del estado no contaba con recursos para el pago. Comprometiéndose en que el gobierno del estado realizaría el pago en dos parcialidades. Como resultado de esto, el 15 de diciembre el almirante Moore ordenó el retiro de los buques texanos de la capital del estado.

## Separación de Tabasco

### Separación de Tabasco en 1841 y la República de Tabasco
Derivado del triunfo federalista en Tabasco, el presidente centralista Anastasio Bustamante decretó el 11 de febrero fuertes sanciones económicas al estado, al expedir un decreto que cerraba para el comercio extranjero y el de escala y cabotaje los puertos de Frontera y San Juan Bautista, así como también le quitaba la categoría de "Puerto Menor" a la ciudad, el decreto entró en vigor el 15 de febrero.
Esto originó que el 13 de febrero de 1841 el estado de Tabasco decreta su separación de México, en protesta por el centralismo imperante en el País, y por las sanciones impuestas por el Gobierno central. El Congreso Local asumió las funciones de Congreso General, concediéndole al gobernador José Víctor Jiménez las funciones de Presidente, creando tres secretarías: la de Gobernación y Relaciones a cargo de Don Joaquín Crescencio Rejón, la de Hacienda a cargo de Don Carlos Serra, y la de Guerra y Marina a cargo del General Ignacio Martínez de Pinillos. y proclamando la República de Tabasco.
Sin embargo, debido a los conflictos internos, provocados por Juan Pablo Anaya y Francisco de Sentmanat que desembocaron en la caída de José Víctor Jiménez, las autoridades tabasqueñas se olvidaron de sentar las bases de la autoproclamada república, por lo que el proceso quedó inconcluso y aunque el estado continuó separado de México, no se consolidó la creación de la llamada "República de Tabasco".

#### Invitación de Yucatán para formar una República
Ese mismo año, vino a Tabasco una comisión de Yucatán encabezada por Don Justo Sierra O'Reilly, para entrevistarse con las autoridades tabasqueñas a fin de proponer la creación de una República Autónoma independiente de México, a lo que el Congreso local después de deliberar, decidió no aceptar dicha invitación, acordando ambos gobiernos que: "Tabasco no intervendrá en el problema entre México y Yucatán, ni permitirá que desde su territorio tropas mexicanas ataquen Yucatán".

#### Reincorporación a México
A mediados de 1841, los poderes creados por la Constitución de 1836 fueron declarados nulos y tomó posesión de la presidencia el general Antonio López de Santa Anna. A finales de ese año, Santa Anna envió una comisión a Tabasco para convencer a las autoridades tabasqueñas de regresar a la unión, con la promesa de levantar las sanciones impuestas al estado por Bustamante y que se restauraría el sistema federal en el país. Ante esto, el gobernador Francisco Díaz del Castillo reconoció a Santa Anna como presidente, sin embargo, el Congreso del Estado puso como condición para reincorporar el estado a la nación, el que se proclamara una nueva Constitución. Ante la promesa de creación de una nueva Constitución, el estado de Tabasco se reincorporaría oficialmente a México el 2 de diciembre de 1842.
Santa Anna gobernó sin Constitución y no fue sino hasta 1843 cuando se decretó una nueva carta: las Bases de Organización Política de la República Mexicana, o Bases Orgánicas de 1843, que intentaron ganarse al clero y al ejército con fueros y privilegios y otorgar el poder, simple y llanamente, al partido conservador.

### Separación de Tabasco en 1845
En 1845, el gobernador del estado José Víctor Jiménez, fue derrocado por el comandante general Ignacio Martínez de Pinillos, quien simpatizaba con el movimiento encabezado a nivel nacional por el coronel Joaquín Rangel que intentaba restaurar el federalismo en el país. Martínez de Pinillos encabezó un alzamiento militar en contra del gobernador Jiménez, desconociéndolo y separando a Tabasco del gobierno central el 14 de junio de 1845.
José Víctor Jiménez se instaló en Teapa declarándola "Capital federalista de Tabasco" y llamó a la unión estatal y con apoyo de tropas chiapanecas, logró entrar a la capital San Juan Bautista derrotando a Martínez de Pinillos. Restituido en su cargo José Víctor Jiménez, reincorporó a Tabasco a la unión nacional el 9 de septiembre de 1845.

### Separación de Tabasco en 1846
Tabasco volvería a separarse de México en 1846 durante la intervención estadounidense, cuando después de la Primera Batalla de Tabasco, el gobernador del estado el coronel Juan Bautista Traconis, al no recibir apoyo de la federación para enfrentar un segundo ataque estadounidense, se declaró en rebeldía separando a Tabasco de México el 9 de noviembre de ese año.
Tabasco volvería a reincorporarse a México cuando ante el descontento popular y las presiones del gobierno central, Traconis se vio obligado a dejar el cargo el 5 de enero de 1847 entregando el mando político a Justo Santa Anna, volviendo Tabasco a la unión nacional ese mismo día.

## Intervención estadounidense

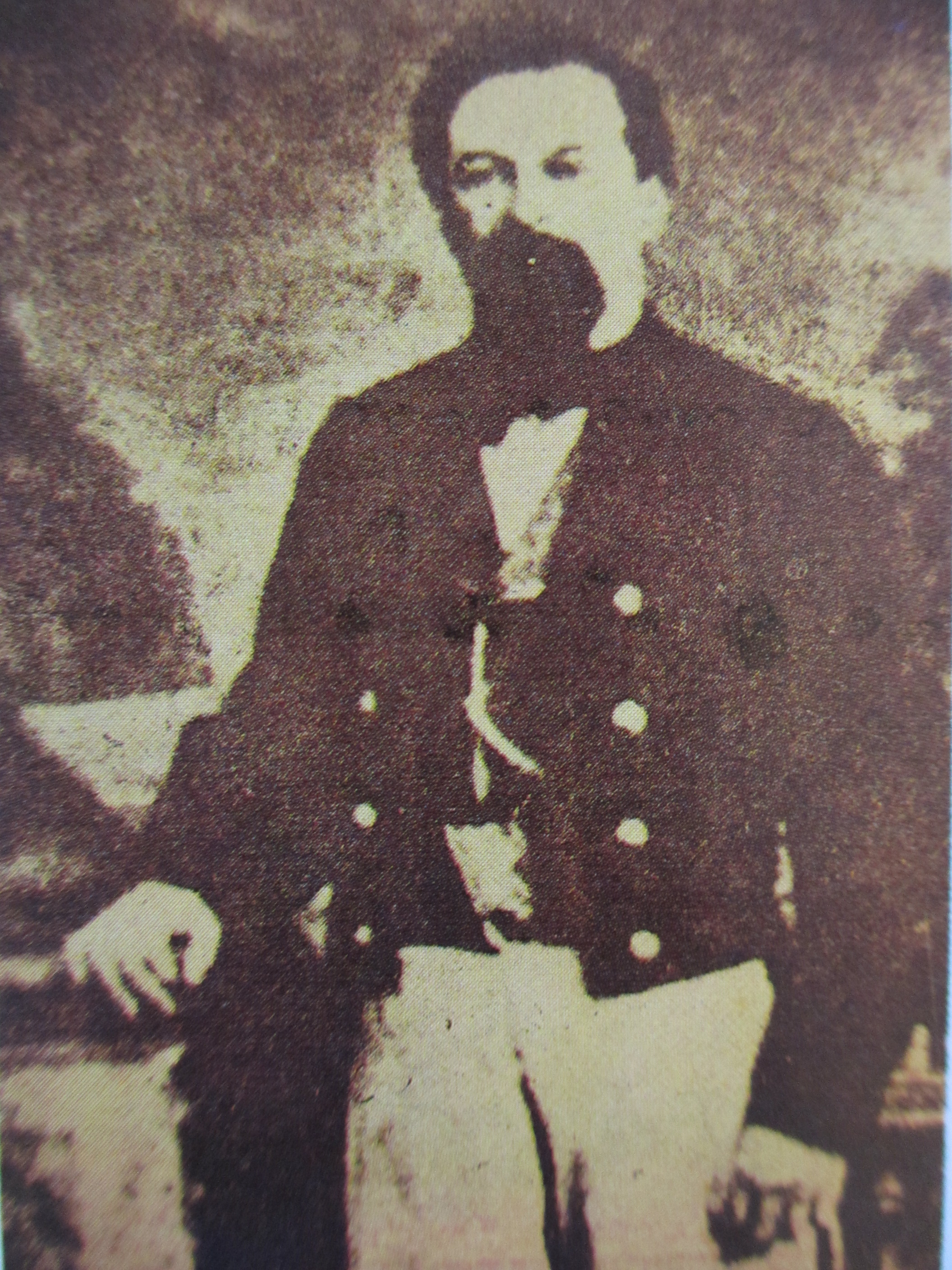
Coronel Juan Bautista Traconis gpbernador de Tabasco, logró una victoria histórica sobre los estadounidenses en la Primera Batalla de Tabasco en 1846.

Como es sabido, la invasión estadounidense de 1846 a 1848 tuvo su origen, con el propósito de anexarse la porción de territorio nacional que correspondía a la parte del Norte del país, zona limítrofe, con los Estados Unidos. Si descontamos Texas que ya había sido perdida en 1836 en la Batalla de San Jacinto contamos además, el territorio de Nuevo México y el de la Alta California. En total el territorio era de 1.528,241 km².
De este territorio se formaron los estados de Texas, Nuevo México, Arizona, California, Nevada, Utah y parte de Colorado, Oklahoma, Kansas y Wyoming, de los Estados Unidos. La situación era previsible: por un lado aquellas regiones se hallaban habitadas en buena medida por colonos estadounidenses, quienes habían cruzado al lado mexicano para vivir y trabajar las tierras, y que mostraban descontento de pertenecer a México. Por otra parte, en los Estados Unidos se perfilaba ya de manera bastante clara, la teoría expansionista en la que ese estado habría de basar su política durante las épocas siguientes. Comenzaba a ser ya una república imperial.
Por aquellas fechas de 1846, la guarnición de Tabasco se encontraba encabezada por el gobernador y comandante general Juan Bautista Traconis; cuatro meses habían transcurrido desde la declaración de guerra cuando, en octubre de 1846, los estadounidenses sitiaron Veracruz y su siguiente paso fue enviar a Tabasco una cuadrilla al mando del comodoro Matthew C. Perry con un destacamento de 2250 hombres. A continuación relata los hechos el propio comandante Traconis:

El 21 de octubre de 1846 se avistó frente a la barra de Frontera una goleta, a la cual, suponiéndola mercante, se salió en busca para meterla; más al aproximarse a su bordo se advirtió que era estadounidense y de guerra.

El 22 se avistaron otros buques; el 23 en la mañana entraron todos y tomaron posesión de Frontera, que se hallaba sin guarnición de ninguna clase. El 24 a las seis de la tarde, se recibió el parte de aquella invasión, día en que precisamente habían emprendido su marcha sobre la capital del estado.

#### Primera Batalla de Tabasco

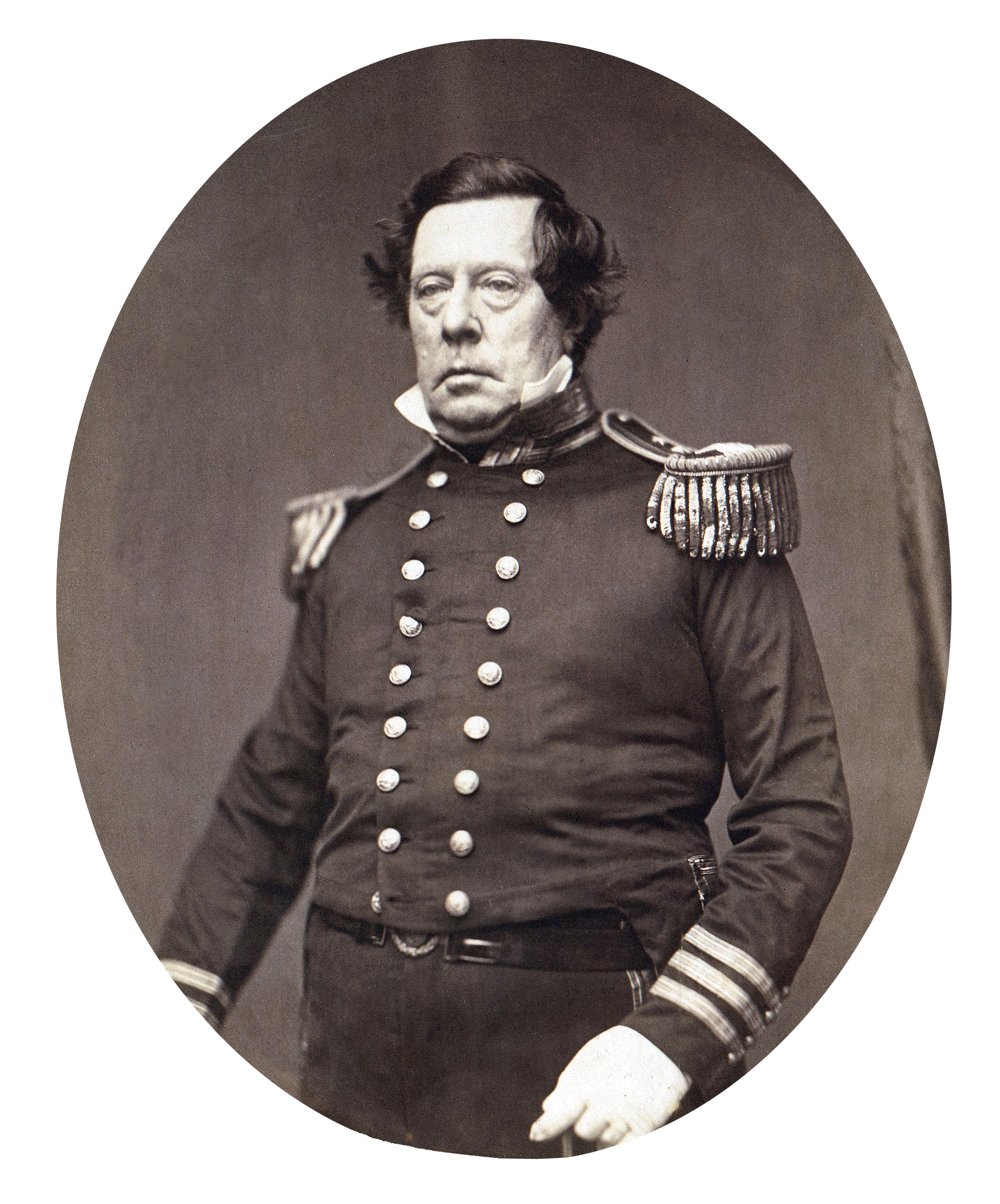
Comodoro Matthew Calbraith Perry.

El 25 a las doce del día llegaron frente a San Juan Bautista. En este estado mandaron imponer la rendición, manifestando a la vez, que de no efectuarse en quince minutos, demolerían la plaza y pasarían después a cuchillo a toda la guarnición; y como el coronel Juan Bautista Traconis rechazó las condiciones, el bombardeo despiadado no se hizo esperar, iniciando la que se conoce como la Primera Batalla de Tabasco, bombardeando la ciudad, que intentaron asaltar por cinco ocasiones sin obtener el menor éxito favorable.
El 26 al rayar el día repitieron con más actividad sus fuegos de artillería sobre la plaza, y la volvieron a asaltar por dos ocasiones más, en que sin lograr ventaja alguna en el primero, en el segundo fueron derrotados completamente, a lo que Perry, respondió con un bombardeo inmisericorde destruyendo casas sin ton ni son. Después de eso, solicitó una tregua y toda la cuadrilla salió después para Veracruz, dejando en Frontera dos buques de guerra para bloquear el puerto e impedir el comercio y el abastecimiento a la capital del estado.

#### Segunda Batalla de Tabasco
Al año siguiente, el 13 de junio de 1847, los estadounidenses se aprestaban nuevamente a invadir Tabasco, ante esta amenaza, el 15 de junio, las autoridades deciden trasladarse a la villa de Tacotalpa nombrándola capital provisional del estado. El día 16 se presentó el enemigo en la capital, lo que provoca fuertes combates en San Juan Bautista (hoy Villahermosa); iniciándose así la Segunda Batalla de Tabasco, los tabasqueños defendieron valientemente su territorio hasta que, agotados por la falta de recursos para defenderse, tuvieron que abandonar la plaza, mientras que el Comodoro Perry, toma posesión de la ciudad y nombra al General Gershom J. Van Brunt Gobernador Interino de Tabasco. Ese día 16 de junio a las 11:50 de la mañana, la bandera estadounidense fue izada en la casa de gobierno en San Juan Bautista. 

#### Expulsión de los estadounidenses
Posteriormente, el 22 de junio comienza a actuar la guerrilla tabasqueña bajo el mando entre otros de Miguel Bruno, sobre todo por las noches, atacando las avanzadas de los invasores, el comercio no abría y los campesinos no surtían a la ciudad de los productos básicos. El día 26 llegó a San Juan Bautista el comandante Bigelow quien sustituyó a Van Brunt en el gobierno. El 29 de junio, la guerrilla atacó duro a los invasores por la zona del panteón, en represalia, el comandante Bigelow mandó incendiar más de 30 casas de esa zona. Al día siguiente, nuevamente fueron atacados por el barrio de "Concepción", la represalia no se hizo esperar, otras 30 casas fueron destruidas por los estadounidenses. El 1 de julio le llegaron a Bigelow 200 hombres de refuerzo desde Frontera, con los que el 2 de julio atacó el cuartel de los nacionales en Tamulté sin lograr tomarlo, teniendo que regresar a San Juan Bautista.
La acción de la guerrilla llegó a tal grado, que todos los días amanecían soldados invasores muertos en las callejuelas de la ciudad. Debido a la fuerte guerrilla tabasqueña, y al valor temerario de los tabasqueños organizados por el coronel Juan Bautista Traconis primero, y el gobernador Justo Santa Anna después, fueron las causas que diron a las armas nacionales en Tabasco, el triunfo sobre los estadounidenses, el 22 de julio de 1847. Derrotados, los estadounidense desocupan la ciudad en la que habían permanecido 35 días, dejándola totalmente destruida e incendiada.
Mientras tanto, en el centro de la república tenían lugar algunos sucesos de gran trascendencia: los estadounidenses habían logrado llegar hasta la capital, a pesar de la defensa heroica de nuestros compatriotas. Sin embargo, los invasores resultaron victoriosos y, como resultado de los acontecimientos, México perdió más de la mitad de su territorio.

## Intervención francesa

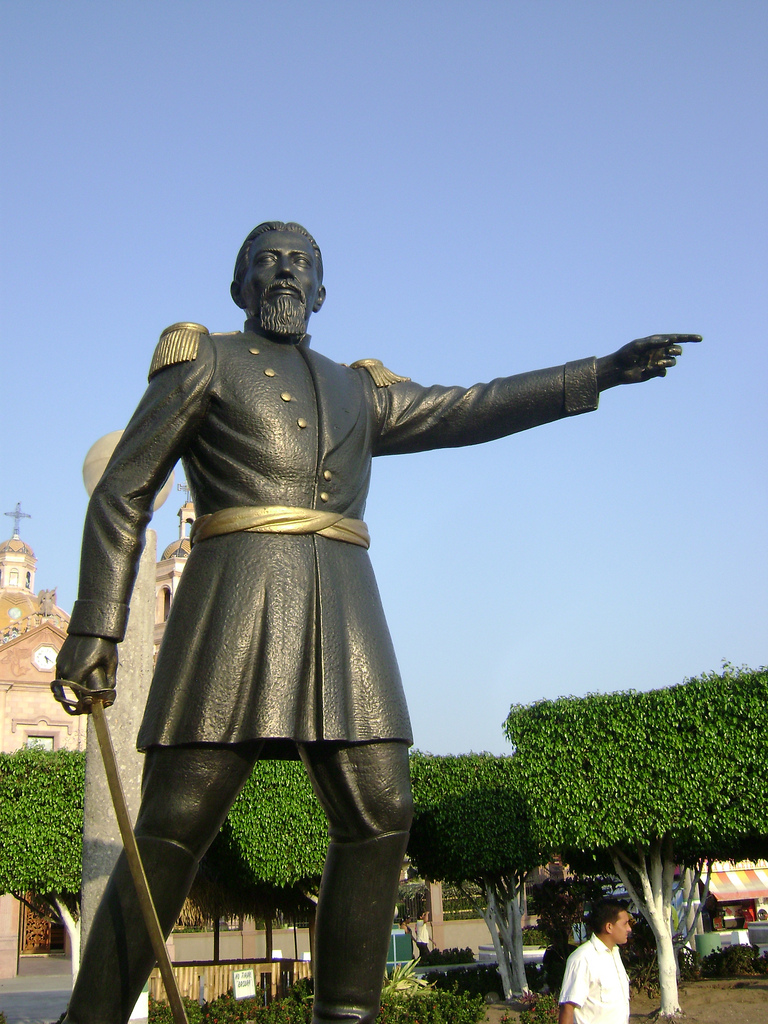
Estatua del coronel Gregorio Méndez Magaña, héroe de la lucha contra la intervension francesa en Tabasco.

Más tarde, en 1863, Tabasco volvería a ser ocupado por fuerzas extranjeras, el 21 de febrero los franceses tomaron Jonuta, el 15 de marzo ocuparon el puerto de Frontera. y el 18 de junio desembarcaron en la capital del estado San Juan Bautista 150 hombres al mando de Eduardo González Arávalo, en esa ocasión, el ejército francés después de un bombardeo inmisericorde, toma la ciudad, obligando a las autoridades y a la tropa federalista a refugiarse en la Sierra y en la Chontalpa. Mientras en la capital del estado, Eduardo González Arévalo, se autonombraba Gobernador de Tabasco el 16 de septiembre de 1863. En ese tiempo, Tabasco fue dividido en 4 distritos: Centro, Chontalpa, Sierra y Pichucalco. El 1 de noviembre de 1863 los franceses son derrotados cerca de la ciudad de Cunduacán en la llamada "Batalla de El Jahuactal" y posteriormente, el 27 de febrero de 1864 las fuerzas tabasqueñas al mando del General Gregorio Méndez Magaña, expulsan a los franceses de San Juan Bautista, convirtiendo a Tabasco en el primer estado en expulsar a los invasores franceses del territorio nacional.

#### Ocupación de San Juan Bautista
El 18 de junio de 1863, Eduardo González Arévalo, amaneció ante la capital del estado San Juan Bautista, desembarcando con 150 hombres, quienes después de un fuerte bombardeo, ocupan la ciudad haciendo huir a las autoridades tabasqueñas, Gregorio Méndez y Andrés Sánchez Magallanes se refugian en la Chontalpa, mientras que el gobernador del estado y demás autoridades huyen a la Sierra nombrando a la villa de Tacotalpa capital provisional de Tabasco.
Mientras tanto, en San Juan Bautista, Eduardo González Arévalo se hizo cargo del gobierno en nombre de la Regencia, proclamándose gobernador del estado el 16 de septiembre de 1863. En ese tiempo, Tabasco fue dividido en 4 distritos: Centro, Chontalpa, Sierra y Pichucalco.
El 6 de octubre de 1863, Andrés Sánchez Magallanes se levanta en armas en Cárdenas con el grito de ¡Viva la República! ¡Mueran los colorados!
El día 8 de octubre Gregorio Méndez que no sabía del alzamiento de Sánchez Magallanes en Cárdenas comienza su lucha contra el ejército invasor. Fue auxiliado entonces por los comalcalquenses Regino Hernández, Mamerto González, Bernabé Fuentes y Crescencio Rosaldo. Sin embargo los liberales tabasqueños son derrotados el día 9. Días después, Andrés Sánchez Magallanes convoca a una reunión a los liberales tabasqueños, en la que le entrega el mando general de las fuerzas a don Gregorio Méndez, y contando con unos 350 hombres y ya organizados de la mejor manera, marchan contra las posiciones del invasor.
Gregorio Méndez, marchó hacia Jalpa con el ánimo de apoderarse de cuarenta fusiles que existían allí en depósito, lo cual logró satisfactoriamente, mientras Regino Hernández cae sobre el cuartel de Comalcalco haciendo huir al jefe imperialista Manuel Romanco y apoderándose de los pertrechos militares existentes. Es entonces cuando se procede a levantar el acta insurreccional. El 16 de octubre se le unen contingentes de Huimanguillo y Comalcalco. Mientras que en la Sierra, Lino Merino, Eusebio Castillo, los hermanos Bastar Sozaya y muchos más se habían insurreccionado contra los imperialitas, reconociendo a Gregorio Méndez como su jefe. Así el 29 de octubre los liberales tabasqueños toman la villa de Cunduacán en donde se les une Manuel Sánchez Mármol.

#### Batalla de El Jahuactal
Al conocer Arévalo, que las tropas tabasqueñas habían tomado Comalcalco y Cunduacán, decide ir al ataque para recuperar Cunduacán. Gregorio Méndez ordena hacerle frente en un lugar a las afueras de la población llamada Jahuactal.

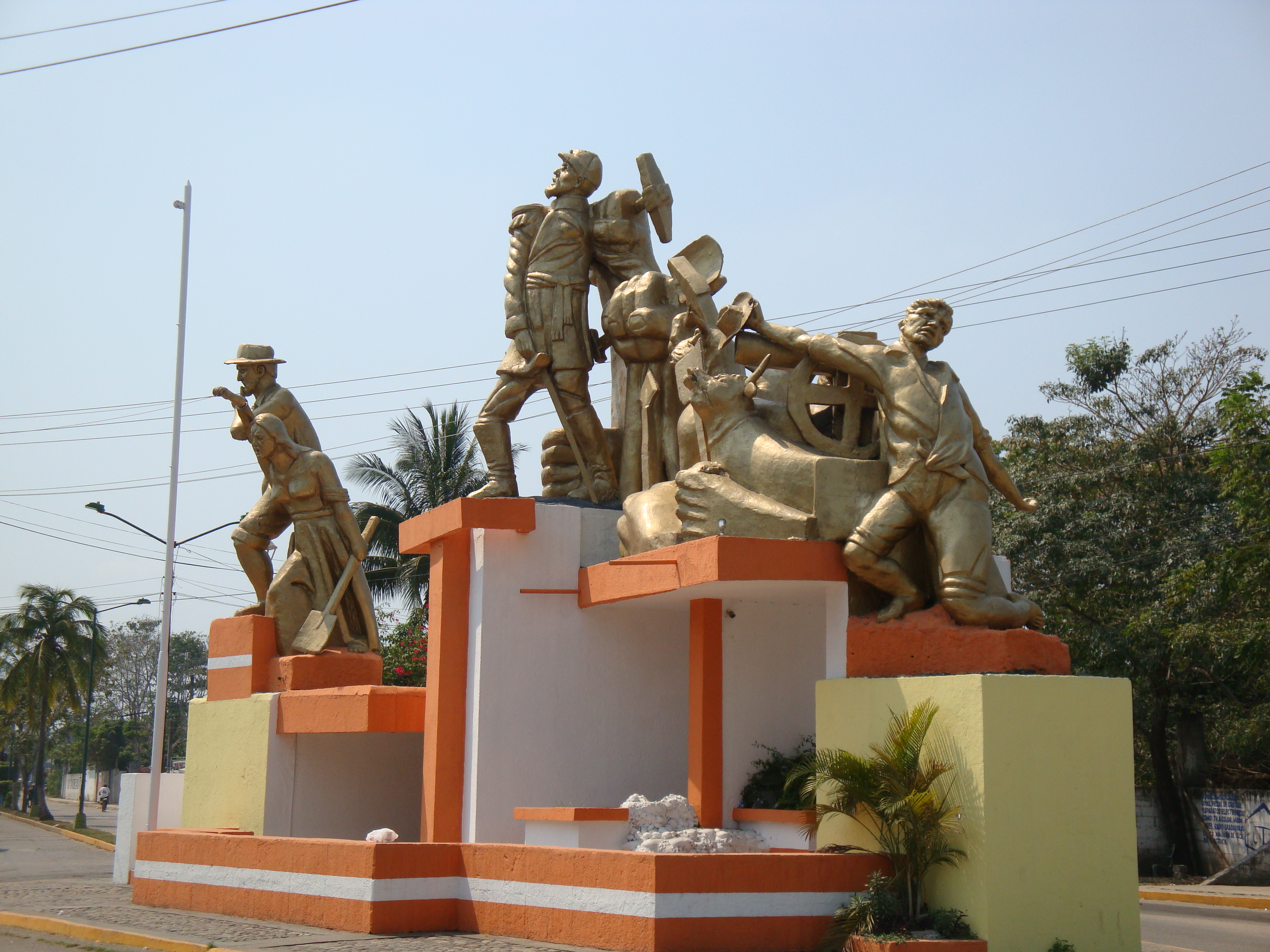
Monumento conmemorativo al triunfo de las fuerzas liberales tabasqueñas contra los invasores franceses en la Batalla de El Jahuactal ubicado en Cunduacán.

Alrededor de las 7 de la mañana del 1 de noviembre de 1863 inicia el combate con una emboscada al ejército invasor. En el desarrollo del combate, destaca la actuación del huimanguillense Jacinto López, quien le roba un cañón a los invasores, y cañonea las líneas enemigas, que presas del pánico, emprenden la retirada. A las 11 de la mañana se levantó el campo de batalla con el triunfo de las fuerzas liberales tabasqueñas.
La primera y definitiva batalla, la Batalla de El Jahuactal, había sido ganada por las armas republicanas tabasqueñas. Con las armas cobradas como botín de guerra y la confianza que da siempre el triunfo se templó y consolidó el contingente de Gregorio Méndez: la prudencia y audacia del valeroso jefe, aunadas a su sentido de la organización hicieron el resto.

#### Toma de San Juan Bautista
Después de esta derrota, las fuerzas invasoras francesas, se refugiaron en San Juan Bautista. Gregorio Méndez destinó varios días para organizar y fortalecer su tropa, iniciando el sitio de San Juan Bautista el 2 de diciembre de 1863. Según fue cercando más al enemigo, se sucedieron diversas batallas y escaramuzas, en lo que se conoce como la Toma de San Juan Bautista. 
El 18 de enero llegó a San Juan Bautista al general Manuel Díaz de la Vega, nombrado Gobernador por la Regencia Imperial y que el 20 de enero sustituye a González Arévalo en el gobierno, ya que se había perdido el control de la zona, el territorio dominado por los franceses comprendía ya solo a unas manzanas de casas junto al río Grijalva, los cuarteles Casa Fuerte y Almacén Real y el Palacio de Gobierno llamado El Principal, y tenían comunicación con el exterior por medio de sus barcos. Díaz de la Vega pidió la rendición de los republicanos ofreciéndoles garantías y compensaciones. Al negarse las fuerzas tabasqueñas, se trabó una fuerte batalla el 11 de febrero. Los invasores franceses se atrincheraron en el Almacén Real y en la Casa de Gobierno o también llamado "El Principal", mientras los liberales iniciaban el sitio de la fortaleza.

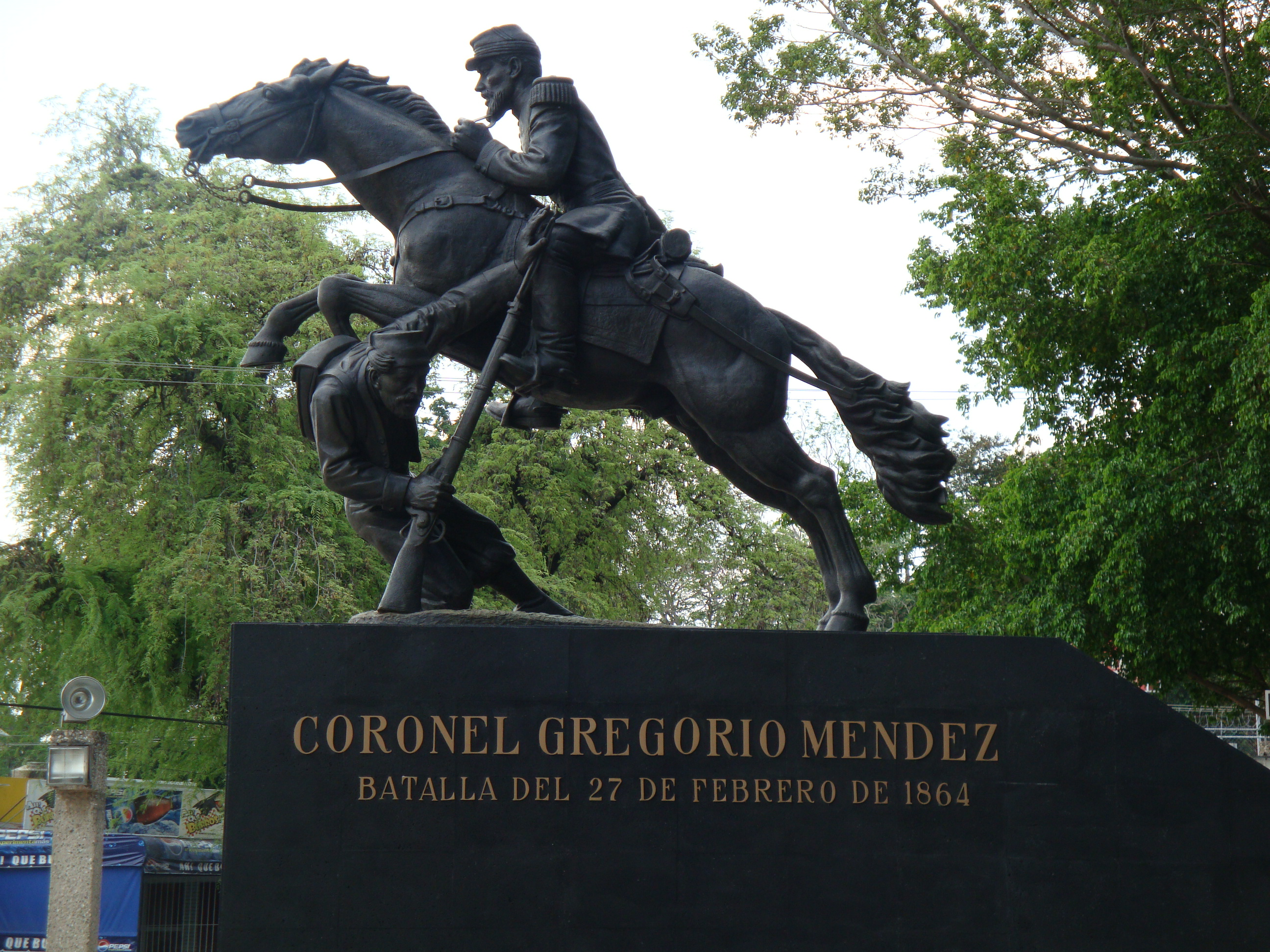
Monumento en honor al Coronel Gregorio Méndez y a la victoria en la Toma de San Juan Bautista, en Villahermosa, Tabasco.

Se estuvo combatiendo hasta el 25 de febrero, en que se comenzó a cañonear la "Casa Fuerte" y el "El Principal", y el 27 de febrero, al rayar el alba, los invasores franceses emprendieron la retirada abandonándo la capital del estado, huyendo a refugiarse a la población de Jonuta, siendo esta fecha gloriosa para las armas nacionales ya que fue aquí la primera región de donde se expulsó a los invasores franceses del territorio nacional.
Desde el momento en que los imperialistas fueron expulsados de la capital, la situación parecía mantenerse estable. Gregorio Méndez se encontraba al frente del gobierno cuando se tuvo noticia de que el 28 de febrero de 1865 el Ejército Republicano de Oriente, a cuya cabeza se encontraba don Porfirio Díaz, había caído en poder de los imperialistas. La reacción de los tabasqueños fue inmediata: unidos a los ejércitos de Veracruz, Chiapas y Oaxaca reorganizaron el Ejército de Oriente, se aprestaron a combatir a los intrusos.

#### Sitio de Jonuta
Los imperialistas permanecieron en Jonuta, en donde se desarrollaron varios e intensos combates entre 1863 y 1866, destacando el sitio de Jonuta entre el 15 de abril y el 4 de septiembre de 1866, hasta que los intervensionistas se retiraron definitivamente de Tabasco a finales de agosto y principios de septiembre, ante el empuje de las fuerzas tabasqueñas encabezadas por los coroneles Gregorio Méndez y Narciso Sáenz.
Los liberales, que mantenían su lucha para defender la independencia de nuestro país, tuvieron éxito cuando en 1866, el rey de Francia decidió retirar su apoyo económico y militar a los imperialistas, quienes privados de tal protección, fueron vencidos finalmente por las tropas liberales en junio de 1867. Maximiliano fue fusilado en Querétaro y con su muerte, concluyó este capítulo de la historia mexicana.

## Revolución mexicana en Tabasco

### Antecedentes
Porfirio Díaz, aspiraba a fortalecer el «Progreso» dentro de un «Orden» que incluía ferrocarriles, puertos, telégrafos y una hacienda equilibrada, pero excluía la democracia política y la participación de la mayoría de la población en los beneficios sociales. Los levantamientos contra el gobierno de Díaz se volvieron cada vez más frecuentes hasta que, en 1906, se produjeron los trágicos acontecimientos de Río Blanco en Veracruz, y de Cananea en Sonora, en los que murieron un gran número de obreros.
El descontento comenzó a adquirir caracteres cada vez más peligrosos para la dictadura. Cuando don Francisco I. Madero, decidió alzarse contra Porfirio Díaz, abanderado con su lema Sufragio efectivo, No reelección, encontró en un gran número de compatriotas apoyo valiente y firme para su lucha.
Ya desde las postrimerías del siglo XIX, había empezado a sonar en Tabasco, el nombre de Domingo Borrego, que pasaría a la historia como uno de los primeros tabasqueños capaces de manifestar abiertamente el descontento contra el gobierno porfirista, a través del periodismo.
El estado era gobernado en ese entonces, por el general Abraham Bandala Patiño, quien al igual que el presidente Porfirio Díaz se perpetuaría en la gubernatura estatal durante 16 años, desde 1895 hasta 1910, siendo reelecto en tres ocasiones.
En julio de 1902 se fundó en la Villa de Huimanguillo, en la Chontalpa, el Club antirreeleccionista «Melchor Ocampo», para sostener los principios liberales postulados por los hermanos Flores Magón, fue el primer grupo tabasqueño organizado contra la dictadura porfirista; el Club, como era de esperar, fue disuelto con prontitud por Bandala jefe político del estado. Sin embargo, el descontento había empezado a manifestarse y la actividad revolucionaria iría creciendo.
Abiertos opositores al régimen bandalista fueron primero Domingo Borrego, conocido opositor al gobierno desde 1881 siendo uno de los escritores que mayores disgustos trajo al gobierno, y luego Manuel Mestre Ghigliazza, que con sus escritos marcaron toda una época en el periodismo de oposición en Tabasco.
En 1905, el Dr. Manuel Mestre Ghigliazza tuvo la osadía de publicar en la Revista de Tabasco los planes de la Noria y Tuxtepec. Porfirio Díaz había esgrimido en aquellos planes los argumentos de la «no reelección» para justificar su rebelión contra los presidentes Juárez y Lerdo de Tejada. Puesto que luego él mismo se había perpetuado en el poder, reeligiéndose varias veces, la publicación de esos planes estaba prohibida.
La opinión pública de Tabasco había empezado a tomar conciencia de la imposibilidad del régimen para sostenerse y el número de manifestaciones oposicionistas iba en aumento. Hacia mediados de 1909, se había logrado consolidar el «partido Gutierrista», encabezado por don Ignacio Gutiérrez Gómez y con sus hermanos Pedro y Policarpo, habría de constituirse en una de las principales fuerzas revolucionarias del estado.

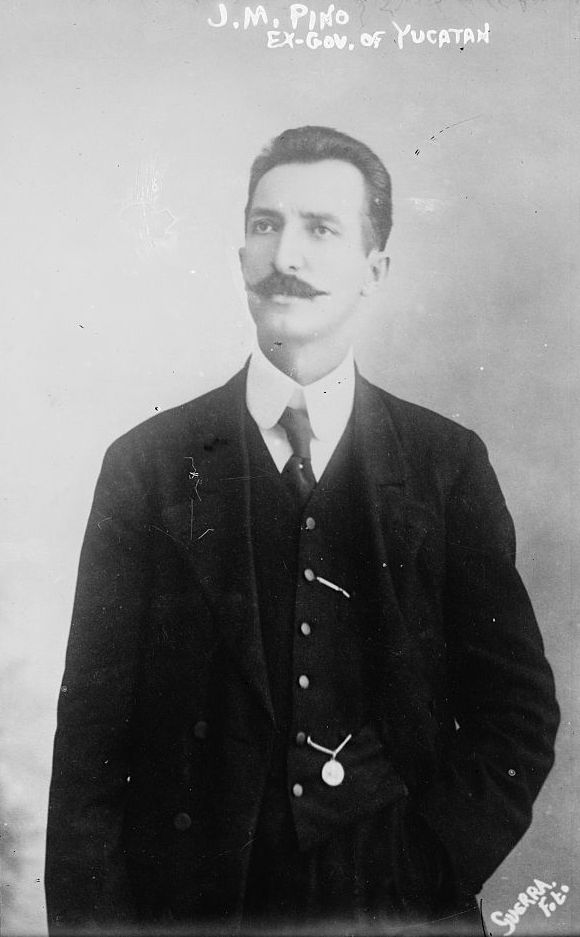
José María Pino Suárez, llamado "El caballero de la lealtad".

Los nombres de muchos tabasqueños oposicionistas empezaron a sonar. El Dr. Mestre Ghigliazza incrementó su actividad; el Lic. José María Pino Suárez se unía, desde Yucatán, a las filas maderistas y Félix Fulgencio Palavicini había sustituido a José Vasconcelos en la dirección del Antirreeleccionista, periódico fundado por Francisco I. Madero. Corría el año de 1909, cuando se fundó en Huimanguillo, un nuevo club antirreeleccionista llamado como aquel fundado en 1902 «Melchor Ocampo». El nuevo club postulaba los principios maderistas.
Era tal ya el descontento contra el régimen de Bandala, que el 5 de abril de 1910 se dio en Tabasco el primer levantamiento armado, mucho antes que estallara en el país la Revolución mexicana, cuando Ignacio Gutiérrez Gómez se alza en armas en la Chontalpa, en contra de la dictadura de Porfirio Díaz y del gobernador Abraham Bandala Patiño, sin embargo, su movimiento no tuvo éxito y la rebelión fue sofocada rápidamente por el gobernador Bandala.
Porfirio Díaz decidió relevar a Bandala en el gobierno del estado, y colocar en su lugar al rico empresario Policarpo Valenzuela. Así, el 16 de octubre de 1910, se realizaron en el estado, elecciones para gobernador, resultando ganador don Policarpo Valenzuela, quien sustituiría a Bandala, lo que no tranquilizó el clima político en Tabasco, ya que, los revolucionarios de la Chontalpa no estaban dispuestos a abandonar la lucha hasta no ver derrocado al antiguo régimen.
Tal era la situación en Tabasco, cuando el 20 de noviembre de 1910, Aquiles Serdán fue asesinado en Puebla y con su muerte, el pueblo entero se sintió agredido y estalló finalmente la lucha armada.

### La lucha armada
Don Ignacio Gutiérrez Gómez, secundó el movimiento revolucionario en el estado y el día 19 de diciembre de 1910 se levantó en armas en San Felipe Río Nuevo (hoy poblado Ignacio Gutiérrez, Cárdenas) encabezando las fuerzas revolucionarias de la Chontalpa y de Acayucan, Veracruz. «El primer gran objetivo de la campaña fue la cabecera municipal, Cárdenas, a donde deberían entrar las fuerzas revolucionarias el día 24 de diciembre». Antes, el 20 de diciembre, tomaron el poblado de Sánchez Magallanes.
Para el ataque a Cárdenas, las avanzadas estuvieron a cargo del capitán Daniel Gavilla, que con 50 hombres emprendió camino hacia aquella plaza para cumplir las siguientes instrucciones: recoger armas y levantar más hombres por el camino esperar a Gutiérrez a tres kilómetros de la entrada, sitio donde este los alcanzaría en la tarde del día señalado para el ataque.
Por una desobediencia del capitán Gavilla, los maderistas comenzaron el ataque antes de que Gutiérrez llegara con los refuerzos al lugar acordado, y este hecho les costó su primera gran derrota por lo que son perseguidos hasta San Felipe, en donde el 31 de diciembre, son atacados por las fuerzas del gobierno comandadas por el Mayor Juan B. Ulloa, propinándoles una gran derrota y destruyéndoles el poblado. El propio Ignacio Gutiérrez tuvo que huir con su familia y seguidores, teniendo que pasar varios días escondidos en la selva para salvar su vida. Las fuerzas revolucionarias fueron calculadas en 200 o 300 hombres, de los que perdieron 18 por 3 de los atacantes.
No obstante, Gutiérrez no se amedrentó y reorganizando sus fuerzas decidió volver a emprender la lucha en abril de 1911. «Los objetivos inmediatos eran Huimanguillo y Cárdenas; en el camino ya con un contingente de 157 hombres, Gutiérrez llegó a Huimanguillo el 6 de abril, donde el jefe político presentó una oposición débil con 15 hombres que pudo reunir. La escaramuza duró menos de dos horas, al día siguiente, toma Cárdenas sin disparar un solo tiro, ahí se le incorporan Ramón Sosa Torres y Juan Torres, la revolución había comenzado a triunfar en Tabasco».

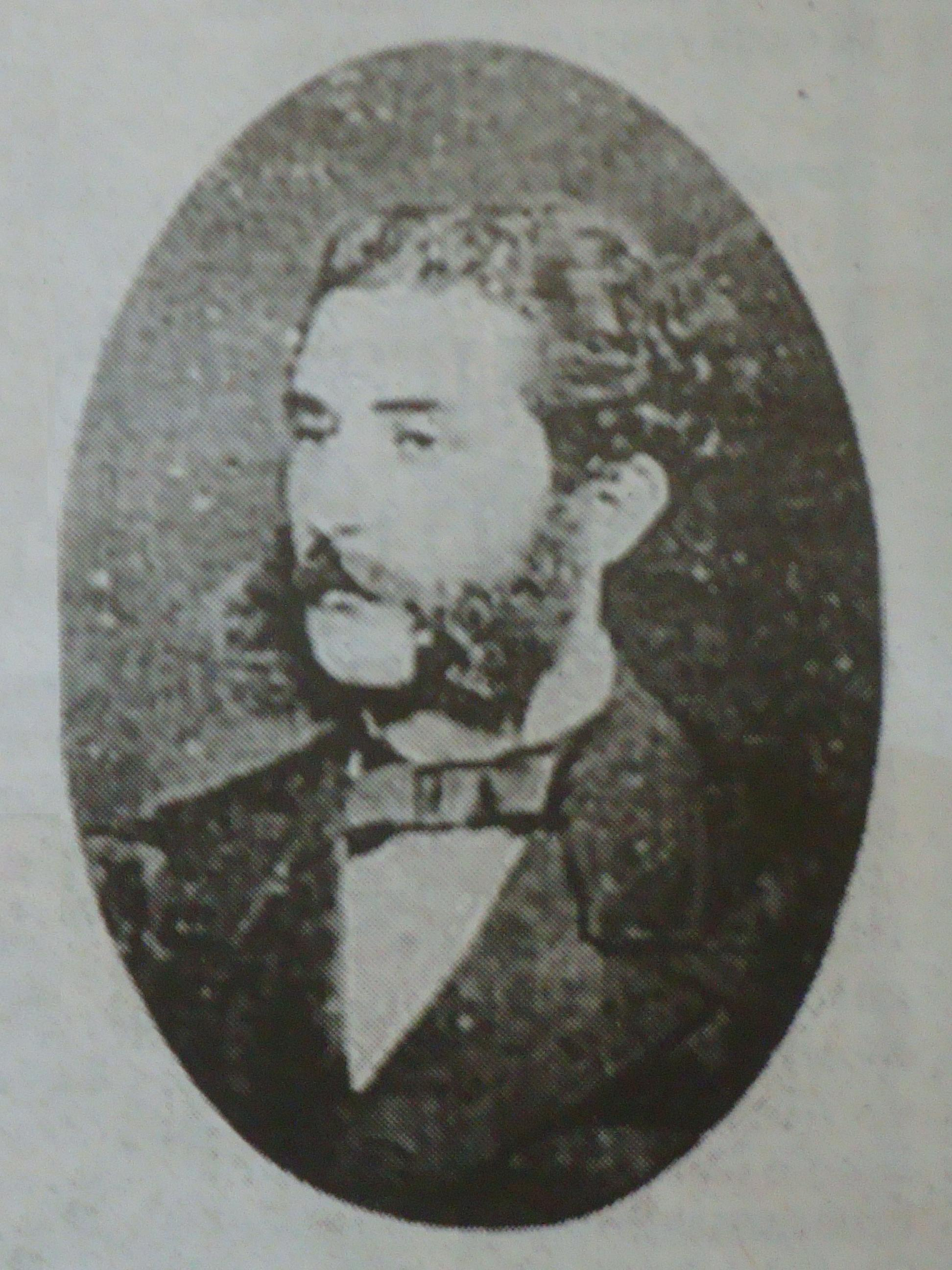
Ignacio Gutiérrez Gómez. Revolucionario tabasqueño que inició la lucha en Tabasco en 1910.

En ambas poblaciones Gutiérrez cambió las autoridades porfirístas poniendo a revolucionarios, y partío hacia Comalcalco villa que tomó el 11 de abril, y entró a Paraíso tomando la plaza en las mismas condiciones, sin disparar un solo tiro. Como los federales le iban siguiendo los pasos, decidió para evitar una masacre en la población, abandonar Paraíso y trasladarse por la noche al pueblo de Aldama a donde llegó al amanecer del día 13.
El 21 de abril de 1911 al mediodía, se sucedió el combate de Aldama, en el que trabaron combate unos 1,000 hombres de las fuerzas de Gutiérrez Gómez con 300 elementos del ejército federal. A pesar de su superioridad numérica, este combate, resultaría desastroso para los revolucionarios, propiciado por la cobardía o indecisión de Domingo C. Magaña. El hecho más lamentable en esta derrota, fue la muerte del revolucionario tabasqueño Ignacio Gutiérrez Gómez.
Al frente de los revolucionarios quedó Domingo Magaña, quien emigró con sus seguidores a la sierra de Chiapas para reorganizarse. Una vez organizados, tomaron Pichucalco, luego Teapa, donde fueron recibidos con entusiasmo, más adelante tomaron Juárez y Reforma y avanzaron a Huimanguillo.
Mientras tanto, en otras partes del país, se multiplicaban los combates, de tal forma que las fuerzas revolucionarias tomaron Ciudad Juárez, derrotando al régimen de Porfirio Díaz. Así, el 21 de mayo de 1911, se firmaron los Tratados de Ciudad Juárez, por medio de los cuales se ponía fin a la lucha armada. El 25 de mayo, recibió el gobernador del estado Policarpo Valenzuela un escrito que decía: "Sr. Gobernador, la paz ha sido firmada, debiendo cesar inmediatamente y de modo definitivo las hostilidades. Sírvase usted darle amplia publicidad a todas las autoridades de su dependencia y a los jefes revolucionarios que operen en su jurisdicción..."
Para entonces, el gobernador del estado Policarpo Valenzuela, presionado por los hechos, pedía permiso al Congreso para ausentarse del cargo, pretendiendo dejar al frente del gobierno a Justo Cecilio Santa Anna, cosa que desató el descontento de los revolucionarios, quienes proponían a Domingo Borrego. Por tal motivo, el Congreso del estado, decidió nombrar como gobernador interino a otro de los seguidores de los revolucionarios, Manuel Mestre Ghigliazza.
Sin embargo, Mestre decide participar en las nuevas elecciones, por lo que renuncia al cargo de gobernador el 3 de julio, convenciendo a Domingo Borrego de quedar como interino, provocando la división de los revolucionarios. Las elecciones se realizan el 6 de agosto, resultando ganador Mestre Ghigliazza.

### La guerra civil 1913-1919

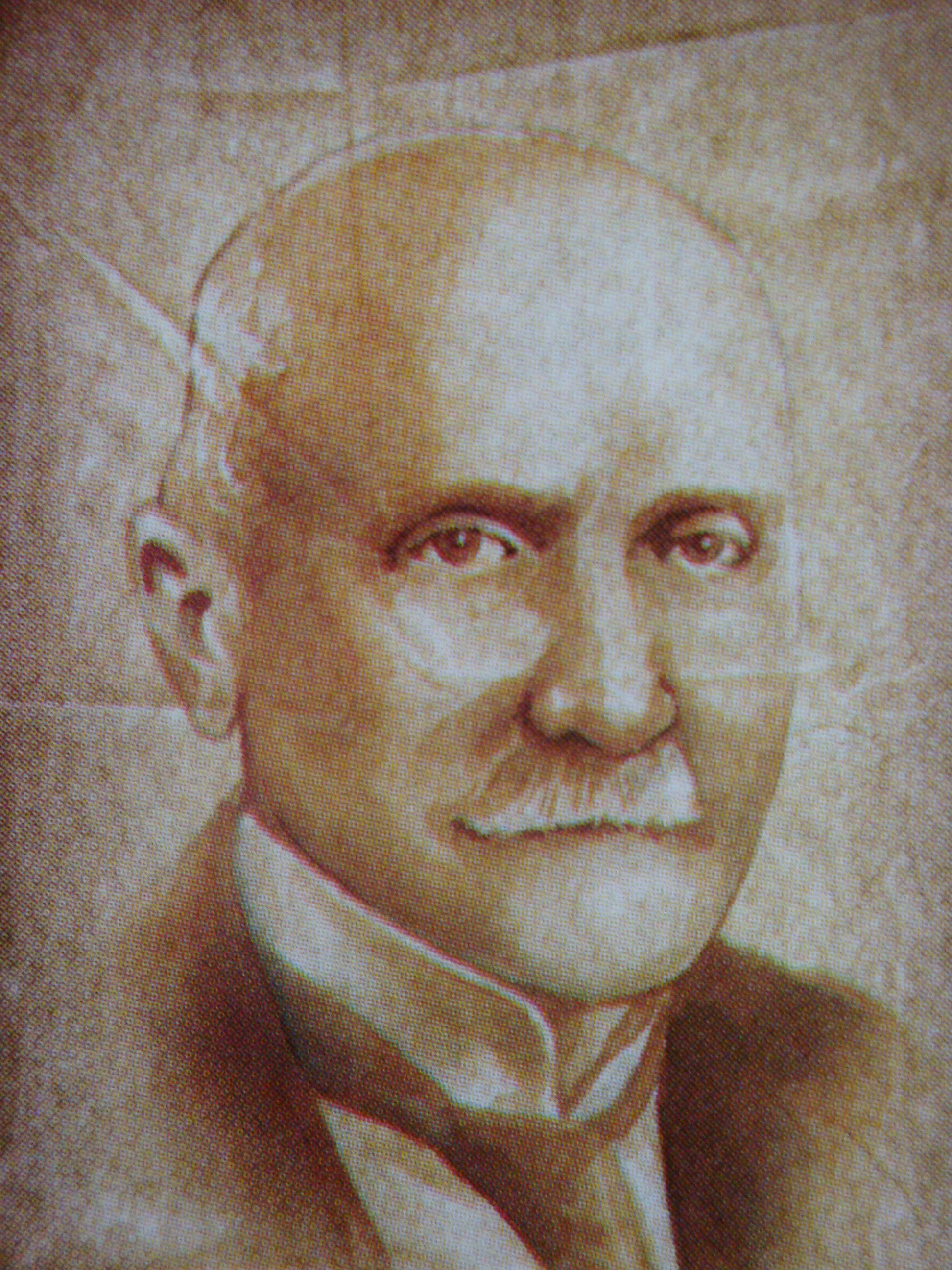
Manuel Mestre Ghigliazza.

El 13 de febrero, se llevó a cabo el asesinato de Francisco I. Madero y José María Pino Suárez, lo que llevó a la presidencia de la República a Victoriano Huerta, lo que provocó que el gobernador de Coahuila Venustiano Carranza desconociera a Huerta y se alzara en armas.
En Tabasco el gobernador Manuel Mestre Ghigliazza reconocía a Huerta como Presidente de la República, lo que provocó las protestas de los Aguirre Colorado y Pedro C. Colorado, quienes decidieron entrar en contacto con Venustiano Carranza solicitándole apoyo con armas y municiones para lanzarse a la lucha. El grupo tomó Cárdenas el 5 de abril de 1913 y el día 6 Huimanguillo, con lo que se reinició la lucha en Tabasco.
El 25 de abril Mestre solicitó licencia indefinida y entregó el gobierno al General Agustín A. Valdez. A finales de ese mes, Pedro C. Colorado, se reunió con los hermanos Alejandro y Carlos Greene, así como con los hermanos Carlos y Ernesto Aguirre Colorado, y Ramón y Aurelio Sosa Torres para formular un plan revolucionario y explicar las razones para lanzarse a la lucha contra Victoriano Huerta.
En la Chontalpa se libraban batallas y escaramuzas con las tropas federales, Carlos Greene atacó a finales de abril la población de Huimanguillo, pero tuvieron que retirarse por falta de municiones. En mayo atacaron Comalcalco que cayó en su poder el día 12.
En el centro del país, el asesinato del senador Belisario Domínguez, provocó que los Diputados del Congreso de la Unión, amenazaran con desconocer al gobierno, por lo que Huerta ordenó la disolución de las Cámaras, convirtiéndose de hecho en Dictador.
En Tabasco mientras tanto, Pedro C. Colorado derrotó a los Federales cerca de Pichucalco. A mediados de agosto Aurelio Sosa Torres y Carlos Greene se unieron a Isidro Cortés para poner sitio a Cárdenas, sin embargo no pudieron tomar la ciudad. Por esas fechas, se formó otro contingente revolucionario que operaba en la región de Los Ríos, comandado por Luis Felipe Domínguez, conformando la "Brigada Usumacinta". En su campamento de El Ceibo, Luis Felipe Domínguez daba a conocer el 15 de mayo de 1914, su proclama en la que desconocía a Huerta y al entonces gobernador del estado el general Yarza.

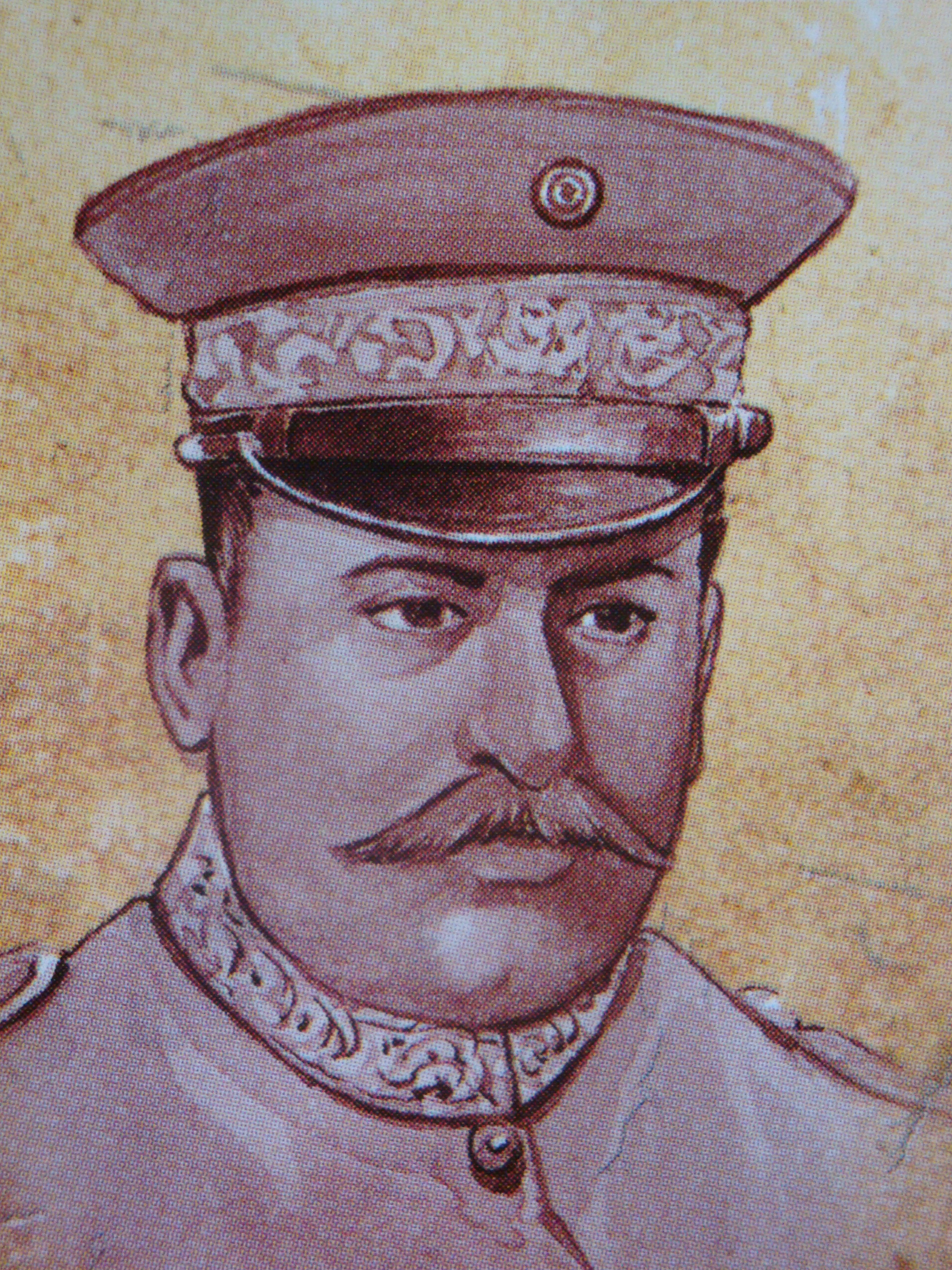
Gral. Luis Felipe Domínguez jefe de la Brigada Usumacinta.

Para esas fechas, en todo el país se libraban grandes batallas. El 21 de abril de 1914, sin declaración de guerra, barcos y soldados estadounidenses atacaron y ocuparon el puerto de Veracruz, el presidente de Estados Unidos, informó a Carranza, que su intención no era hacer la guerra, sino combatir a Huerta. Así, ya sin control sobre el gobierno Huerta dejó en la presidencia a Francisco Carbajal y se retiró. Carranza obtuvo la rendición completa del régimen el 13 de agosto de 1914.
Posteriormente, cuando la revolución armada había concluido, fue nombrado gobernador del estado, Luis Felipe Domínguez, los revolucionarios de la Chontalpa no aceptaron que la gubernatura estuviera ocupada por un revolucionario de Los Ríos y comenzaron a suscitarse serias fricciones.
El gobernador Domínguez tuvo que renunciar a su cargo para ser sustituido por don Carlos Greene, uno de los jefes más renombrados de la Chontalpa. Esto sucedía el día 10 de octubre de 1914. Pocos días después se inauguraría la Convención de Aguascalientes: que a partir del día 10 del mes de octubre tuvo por escenario la ciudad de Aguascalientes, estuvieron como delegados tabasqueños los generales Ernesto Aguirre Colorado, que acudió personalmente; Don Adolfo de la Huerta (civil) en representación de Pedro C. Colorado y más tarde por el mayor José T. Cantú; Coronel Enrique F. Estrada en representación de Ramón Sosa Torres; el coronel Valentín R. Flores Garza en representación de Isidro Cortés y Luis Felipe Domínguez, por el capitán Francisco Vela.
Los revolucionarios tabasqueños, como buena parte del país, se unieron a los carrancistas y se organizaron columnas para combatir a los villistas. Los combates continuaron durante todo el año de 1915 y hacia principios de 1916, el villismo había sido derrotado de manera que el gobierno comenzó finalmente a consolidarse. Hacía falta, sin embargo, establecer las bases constitucionales que habrían de regir el destino del país.
Don Venustiano Carranza publicó, el 21 de septiembre de 1916, la convocatoria para la elección de los diputados, que al formar parte del Congreso Constituyente, habrían de redactar la nueva Constitución. El día 10 de diciembre del mismo año comenzaron los trabajos y finalmente el 5 de febrero de 1917, se promulgó en Querétaro la nueva Constitución que 22 días más tarde fue jurada en nuestro estado.
Ahora bien, los conflictos entre las facciones no habían concluido en Tabasco. Las diferencias entre los revolucionarios de La Chontalpa y los de la región de los Ríos volvieron a manifestarse cuando, en julio de 1918, se convocó a elecciones para gobernador y diputados locales. Surgieron entonces dos partidos: el Liberal Constitucionalista conocido también como partido azul, apoyado por la región de los Ríos; y el Partido Radical o partido rojo apoyado por la Chontalpa.
El azul postulaba a don Luis Felipe Domínguez Suárez para la gubernatura y el rojo a don Carlos Greene. «En tales condiciones los dos candidatos y sus planillas de diputados y presidentes municipales iniciaron una lucha que no fue de adversarios políticos sino de enemigos personales, una lucha a muerte. Las reuniones de un partido eran atacadas por el otro a golpes, pedradas, balazos etc.». 
Las elecciones se llevaron a cabo y la planilla roja, con don Carlos Greene a la cabeza, resultó vencedora. Pero Domínguez desconociendo el triunfo de Greene se declaró en rebeldía. El 6 de agosto de 1918 Greene dejó temporalmente el gobierno para ir a la Ciudad de México a entrevistarse con el presidente y defender la legalidad de su gobierno. En su lugar quedó Tomás Garrido Canabal quien, durante el interinato, tuvo que hacer frente a los ataques dominguistas. Cuando don Carlos Greene logró entrevistarse con Carranza y este reconoció la legalidad de su gobierno, Garrido Canabal ya había logrado vencer a los rebeldes. Carlos Greene volvió a su puesto el 31 de diciembre de 1919 y con ello quedó concluido en Tabasco el agitado capítulo de la Revolución y comenzó uno nuevo; la época del garridismo.

## La rebelión delahuertista en Tabasco
Tras el triunfo del Plan de Agua Prieta, el 1 de junio de 1920 ocupó la presidencia interina de la república Adolfo de la Huerta, apoyado por Obregón y Calles. De la Huerta duró en el poder hasta el 30 de noviembre de ese mismo año cuando, Obregón tomó posesión de la presidencia.
Al convocarse a elecciones presidenciales, los obregonistas apoyaban al general Plutarco Elías Calles, y por otro los delahuertistas, que apoyaban a Adolfo de la Huerta. Lo que ocasionó que en diciembre de 1923 se levantaran en armas los delahuertistas, argumentando que no estaban de acuerdo con el apoyo de Obregón a Calles.
En Tabasco, a mediados de diciembre de 1823, el general Carlos Greene se unió a la rebelión delaheurtista y alzó en armas en el puerto de Frontera, mientras que otros generales hacían lo mismo en la Chontalpa, y el 23 de ese mismo mes tomaban la villa de Jalapa.  Posteriormente, el 10 de enero de 1824, Greene al frente de 2500 hombres sitió y tomó Villahermosa,  haciendo huir al gobernador Tomás Garrido Canabal, quien debió esconderse algunos días para después, el 14 de enero salir escondido en un cayuco hacia la población de Montecristo, para después continuar su huida hacia Tenosique y finalmente a Flores, Petén en Guatemala.

### Tabasco, reducto del delahuertismo
Debido a su aislamiento geográfico, Tabasco se convirtió en el reducto más seguro para los rebeldes, quienes desconociendo al gobernador Tomás Garrido y al presidente Álvaro Obregón, y posesionados de la capital del estado, nombraron como gobernador, primero a Manuel Ferrer Vega quien desempeñó el cargo los días 18 al 20 de enero y después a Manuel Antonio Romero que ocupó la gubernatura desde el 21 de enero fecha en que Tabasco queda separado "de facto" del país, hasta el 7 de junio de 1924 cuando terminó la rebelión.
Adolfo de la Huerta considerando a Tabasco un territorio inexpugnable, dejó Veracruz el 5 de febrero para dirigirse a Villahermosa, llegando al puerto de Frontera, al que el 20 de febrero a través de un manifiesto declaró "Capital Delahuertista de México". Posteriormente se dirigió a Villahermosa, de donde salió el 11 de marzo rumbo a los Estados Unidos.

### El fin de la rebelión
El final de la rebelión delahuertista se comenzó a escribir, cuando las tropas federales marcharon rumbo a Tabasco convertido en el último reducto de los rebeldes. El general Vicente González que se había pasado del lado de los rebeldes, regresó al ejército federal y tomó el puerto de Frontera, el general rebelde Cándido Aguilar, no pudiendo sostenerse en Campeche se encaminó hacia Tabasco pero en el camino se fue quedando sin soldados, y pese a que se unió al general Salvador Alvarado no pudieron resistir, y Villahermosa fue recuperada por las fuerzas federales el 17 de junio.
La rebelión delahuertista había durado seis meses, el mismo lapso que Tabasco estuvo sustraído "de facto" del pacto federal. Algunos de los jefes importantes se refugiaron en los Estados Unidos, pero otros como los generales Carlos Greene y Salvador Alvarado de conocida filiación revolucionaria, fueron asesinados.

## El Garridismo

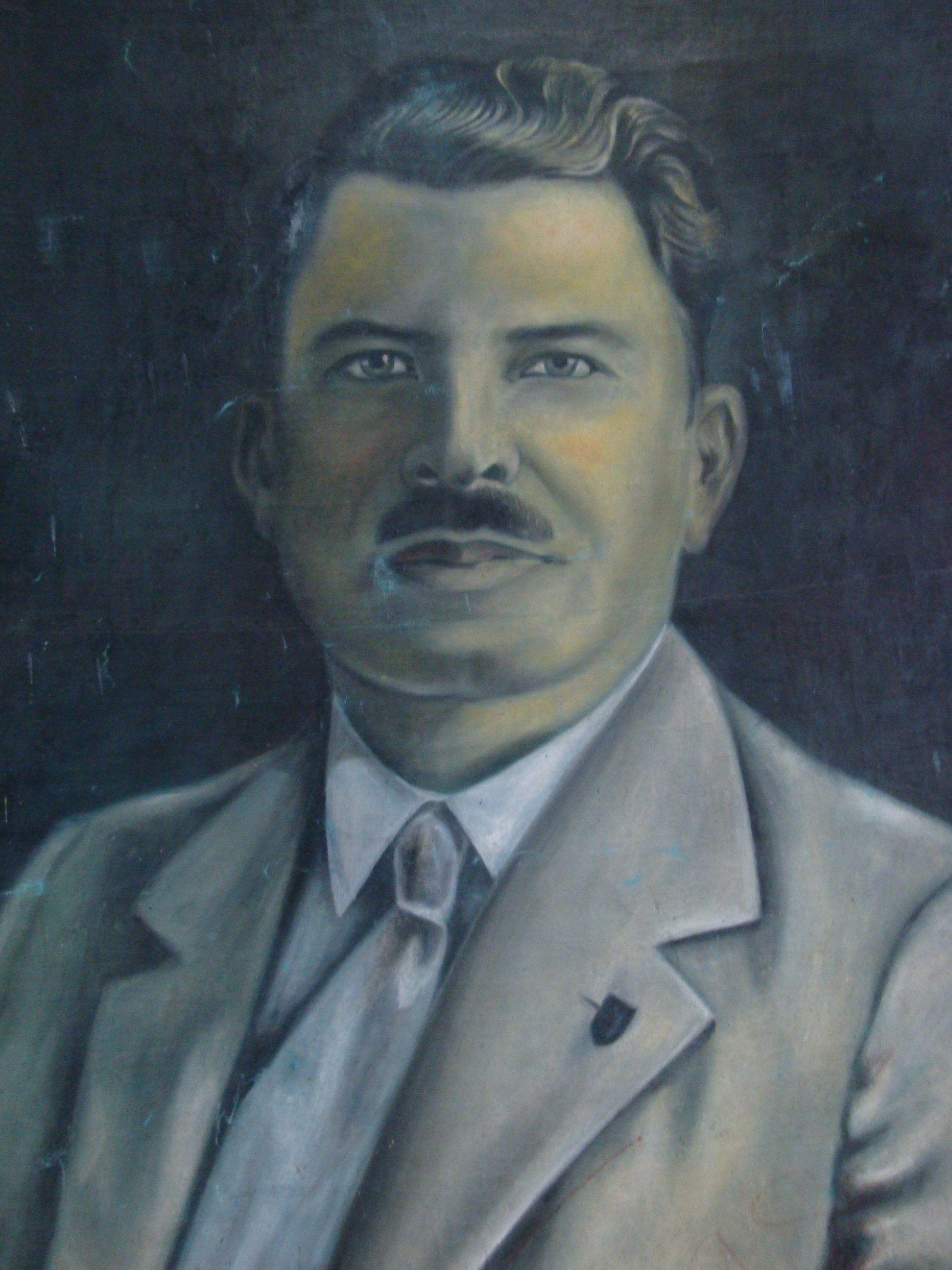
Tomás Garrido Canabal.

Se le conoce con el nombre de "Garridismo" a la época que va de 1919, fecha en que llega a la gobernatura del estado por primera ocasión Tomás Garrido Canabal, hasta 1934 en que deja el gobierno en su tercer período, y que se caracterizó por ser de gran trascendencia histórica para Tabasco.
Tomás Garrido Canabal nació el 20 de septiembre de 1890 en la finca "Punta Gorda" ubicada en los límites de los estados de Tabasco y Chiapas, y que años más tarde, habría de convertirse en una de las personalidades más controvertidas de la historia de Tabasco.
Dictador arbitrario para unos, líder indiscutible para otros, Garrido llenó con su vigorosa personalidad más de una década de la vida política en Tabasco. Con la perspectiva que nos da la historia, Garrido aparece como un político hábil, audaz y decidido, con todos los errores que pueden objetársele a un hombre de acción y con tantas virtudes como puede tener un convencido de sus propios ideales.
Esta época se caracterizó por la forma dura y arbitraria en que Garrido ejerció el poder político en el estado, duro en la represión y violento en el castigo, desde un principio delineó cuales serían las directrices de su gobierno: el apoyo al campo y a los obreros, su lucha contra el clero y la erradicación de los vicios, principalmente el alcoholismo.

### Antecedentes
Siendo aún muy joven, en el primer año de secundaria, Garrido fue expulsado del estado por participar en una manifestación contra el gobernador porfirista Abraham Bandala. Se trasladó entonces a Veracruz para concluir sus estudios de secundaria y después, a Campeche donde terminó, a los 25 años, los estudios de abogado.
Al terminar la carrera en 1915, regresó a Tabasco donde, recomendado por su primo el coronel José Domingo Ramírez Garrido, entró a formar parte de la Administración Pública como juez de distrito. Por ese entonces se hallaba al frente del gobierno tabasqueño el general Francisco J. Mújica, destacado militar michoacano enviado por Carranza para controlar la situación política del estado. El general Mújica, imbuido de un jacobinismo propio de la época, se apresuró a cambiar el nombre de la capital San Juan Bautista por el de Villahermosa.
Cuando el general Álvaro Obregón levantaba su voz contra el clero en marzo de 1915, en el estado de Tabasco, el gobernador Francisco J. Mújica, incineraba imágenes en el marco de la «campaña desfanatizadora». Ese ambiente encontró Garrido a su regreso a Tabasco: una situación bastante propicia para que germinaran las ideas que había recibido del general Salvador Alvarado y de Felipe Carrillo Puerto.
Cuatro años más tarde, en 1919, después de los acontecimientos que llevaron al gobierno del estado a Carlos Greene, Garrido tuvo que hacerse cargo del gobierno interino. Cinco meses de interinato de agosto de 1919 a enero de 1920 le bastaron para empezar a poner en práctica algunas de sus ideas: «Inició nuevos procedimientos en materia administrativa, dio los primeros pasos para integrar las Ligas Campesinas y las Agrupaciones Obreras y formó los primeros grupos juveniles identificados con la Revolución».
Al triunfo del Plan de Agua Prieta, Garrido quedó a la cabeza del gobierno interino de Yucatán, mientras se convocaba a elecciones constitucionales. Trabajó entonces con empeño en favor de la candidatura del general Obregón para el período presidencial de 1920-1924. Garrido contó, pues, con la simpatía del candidato que, una vez en la presidencia, le ofreció todo su apoyo para convertirse en el hombre fuerte de Tabasco. En 1922 fue elegido gobernador para el período 1923-1926. Empezaba la era garridista.

### Derecho al voto de la mujer
Durante esta época, Tomás Garrido se centró en cimentar las bases de una política centrada en la educación, el anticlericalismo el apoyo al campo. Elaboró leyes y decretos, entre las más importantes están: El Decreto número 9 de fecha 21 de febrero de 1925, que concedía a la mujer el derecho al voto, siendo Tabasco el primer estado del país en concederlo, 28 años antes que el resto del país, ya que a nivel nacional esto se dio hasta 1953.
También se decretó la Ley del Trabajo el 7 de octubre de 1926, que establecía la creación del reparto de utilidades para los trabajadores de las empresas y comercios, la creación de cajas de ahorro, y la creación de Sociedades Cooperativas de construcción de casas, la Ley del Divorcio promulgada el 21 de abril de 1926, que establecía las bases para disolver el matrimonio garantizando la manutención de los hijos y su patrimonio individual, y la Ley de Educación Pública promulgada el 22 de diciembre de 1926, que señalaba que la escuela debería de hacer del niño "un factor de riqueza social y un soldado de la justicia y la libertad".

### Campaña antirreligiosa
En 1928, siendo aún gobernador Ausencio Cruz comenzó, a instancias de Garrido, la campaña antirreligiosa. Se pretendía desfanatizar al pueblo. No solo se combatió al clero como institución, sino que se intentó la erradicación total del dogmatismo religioso, «Garrido estaba empeñado en eliminar la religión e incluso asesino a muchas personas con tal de cumplir su ley. Declaró que para ser libres, es necesario destruir las raíces del virus religioso. Y razonaba: ¿cómo es posible que una persona en su sano juicio pueda leer la historia sin llegar a la conclusión de que la religión y el alcohol han sido las maldiciones más grandes de la humanidad».
El objetivo, decía Garrido, era buscar la libertad. Se inició la campaña: los templos fueron derribados, los sacerdotes expulsados, las imágenes incineradas, los hogares allanados por jóvenes garridistas con órdenes de incautar todos los objetos y símbolos religiosos (libros, imágenes, medallas, etc.).
Pero Garrido no se conformó con la desaparición física de los objetos exteriores de luto: quería erradicar el fanatismo y entronizar el racionalismo en las mentes de los tabasqueños. Organizó así asambleas culturales encaminadas a alejar al pueblo del dogmatismo religioso: se hacían discursos contra la religión, se leían poemas, se oía música o, simplemente se quemaban santos.
Erradicar las creencias religiosas se volvió una verdadera obsesión para Garrido. Se prohibió el uso de cruces sobre las tumbas; las fiestas religiosas fueron sustituidas por ferias regionales; se cambió la designación de todas las rancherías, pueblos, villas y ciudades que llevaran nombres religiosos y se les puso el nombre de héroes, maestros, libertadores regionales, artistas, sabios, etc.; se prohibieron todos los escritos que hicieran alguna referencia a Dios. A tales extremos de intolerancia y fanatismo irracional se llegó, en el intento de desterrar, precisamente, fanatismo e irracionalidad.
Las manifestaciones de rebeldía fueron reprimidas. Puede decirse que el culto religioso "desapareció" en el estado durante la época garridista.

### Campaña antialcoholica

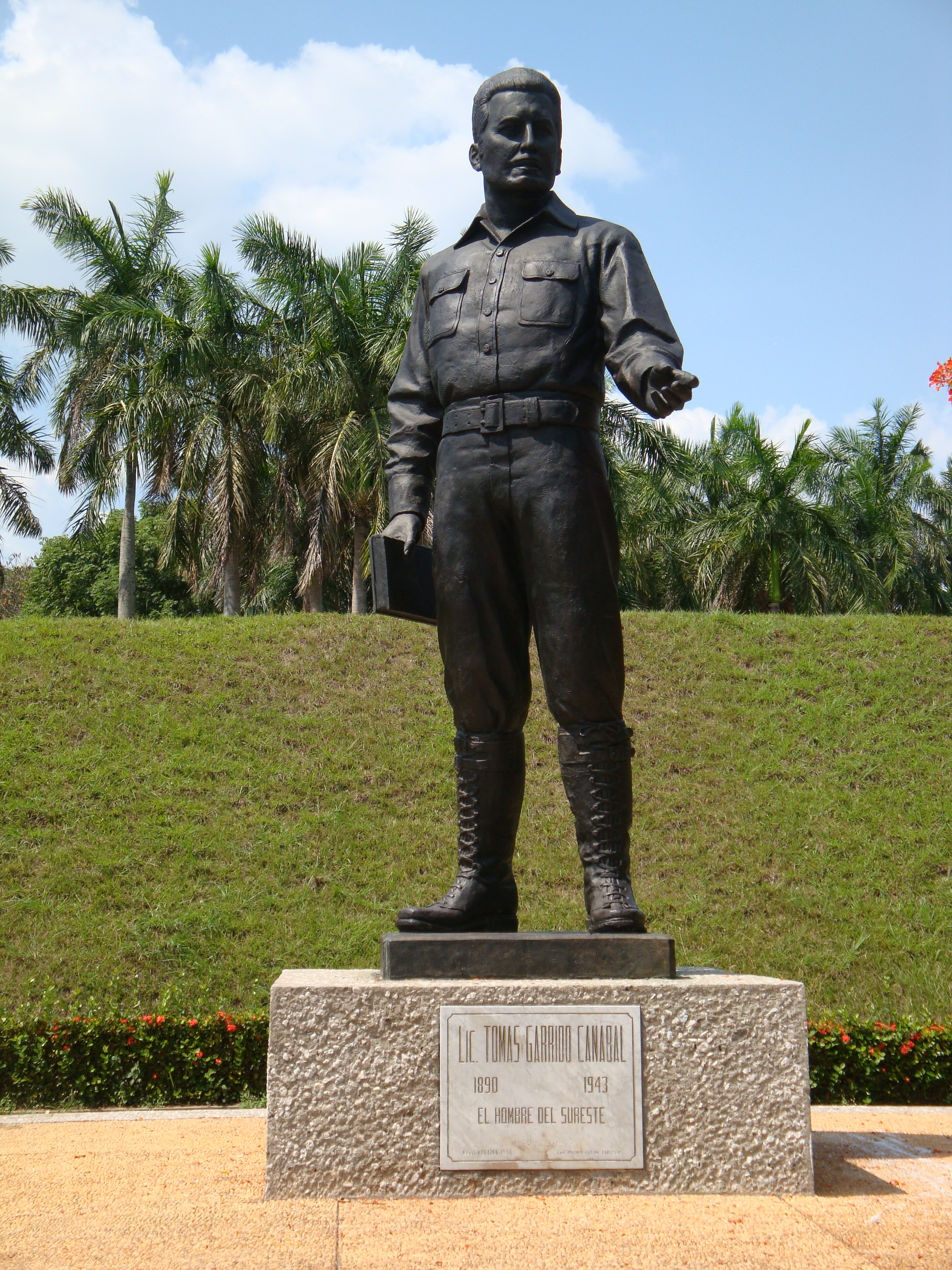
Estatua de Tomás Garrido Canabal en la ciudad de Villahermosa, Tabasco.

Otro de los propósitos de Garrido era eliminar todos los vicios, especialmente el alcoholismo. «Abstemio irreductible tanto en su vida pública como en su conducta privada, la embriaguez le inspiraba un recóndito sentimiento de repulsión, porque durante su infancia de ranchero veía, cómo los mayordomos de las fincas agrícolas envilecían a los peones con aguardiente, para prolongar la esclavitud a que los tenía condenados».
Se organizaron ligas antialcohólicas que trabajaban a nivel municipal. En un principio Garrido mandó quitar las puertas de las cantinas para avergonzar a los parroquianos, e hizo cambiar el mobiliario para que la estancia allí resultara lo más desagradable posible. Sin embargo, nada de eso dio resultado y recurrió entonces a medidas más severas: al cierre de los establecimientos expendedores, a la cancelación de los permisos de producción y a la sanción penal de los que no acataran la ley.
La reglamentación fue rígida y su ejecución inflexible. «La Ley Seca del 30 de abril de 1931, incluía sanciones para la importación, exportación, compra, venta, abastecimiento y elaboración de bebidas alcohólicas de cualquier forma o cantidad, fuera de la cerveza, que consistían en hasta seis años de prisión y una multa de 500 a 5,000 pesos. Cualquiera que fuera sorprendido bebiendo licor estaba sujeto a las mismas sanciones, cualquiera que se aventurara por las calles en estado de ebriedad, se exponía a pasar varios años en la cárcel o a pagar las elevadas multas decretadas por la ley».

### Final del garridísmo
Durante 1934, cuando el general Lázaro Cárdenas era presidente de México, Tomás Garrido Canabal partió de Tabasco para hacerse cargo de la Secretaría de Agricultura; en ese momento, la situación política del país era de gran tensión, pero Garrido no llegó solo, un grupo de jóvenes camisas rojas tabasqueños lo acompañaron a la capital del país, donde se había organizado ya un grupo de antigarridistas, encabezados por Rodolfo Brito Foucher. Entre los dos grupos se desencadenaron violentas pugnas. “Los camisas rojas” tabasqueños organizaron una serie de mítines en la capital del país. A causa del rompimiento entre Cárdenas y Plutarco Elías Calles, Tomás Garrido se vio obligado a renunciar a la Secretaría de Agricultura el 15 de junio de 1935 y regresó a Tabasco.
Los seguidores de Rodolfo Brito decidieron dirigirse entonces a Tabasco para rescatar el estado del garridísmo; como consecuencia de esto, se suscitó un enfrentamiento armado del que resultaron víctimas más de 80 heridos y 10 muertos. Al darse a conocer la noticia, se levantaron protestas en todo el país exigiendo castigo a Garrido. Por este motivo fue exiliado de México el 11 de agosto de 1935 y se dirigió hacia Costa Rica, con lo que se dio por concluido el garridìsmo en Tabasco y su influencia a nivel nacional. Garrido Canabal regresó de nuevo al país en 1941 y después murió en Estados Unidos el 8 de abril de 1943.

## SigloXX

### Etapa de 1940 a 1960
Esta etapa se caracterizó porque el estado entró en una época de paz política y social, lo que favoreció la realización de diversas obras encaminadas a mejorar los sistemas de producción en el campo. Se desmontaron grandes cantidades de selvas en la Chontalpa para crear el "Complejo Agroindustrial de la Chontalpa" conocido como el "Plan Chontalpa", en donde se construyeron carreteras, canales para riego y más de 20 centros de población.
En 1940, se descubre la zona arqueológica de La Venta en el municipio de Huimanguillo, y Petroleos Mexicanos inicia la explotación de importantes yacimientos en la zona.
En la década de 1950, Petroleos Mexicanos, anuncia el descubrimiento de importantes yacimientos petroleros en el municipio de Macuspana, en donde se desarrollan los campos petroleros "Fortuna Nacional", "Vernet", "Morelos" y "José Colomo".
Siendo ya gobernador del estado Carlos Alberto Madrazo, en 1959 el Instituto Juárez se transforma en la Universidad Juárez Autónoma de Tabasco, máxima casa de estudios superióres en Tabasco

### Etapa de 1960 a 1980
A principios de la década de 1960, cuando era gobernador Carlos Alberto Madrazo, el presidente Adolfo Ruiz Cortines inaugura la carretera federal n.º 180 Coatzacoalcos-Villahermosa, con lo que la capital tabasqueña queda por fin comunicada por vía terrestre con el centro y norte del país. Igualmente, se construyen la carreteras Villahermosa - Cd. del Carmen, y Villahermosa - Chetumal. En la ciudad de Villahermosa se construyen importantes avenidas, paseos, fuentes y el malecón de la ciudad, lo que embellece su rostro. Petróleos Mexicanos construye los complejos petroquímicos de "La Venta" y Ciudad Pemex".
En la década de 1970 Petróleos Mexicanos anuncia el descubrimiento de yacimientos super gigantes en los municipios de Centro, Cunduacán, Nacajuca, Cárdenas, Huimanguillo y Comalcalco, lo que desata el llamado "boom petrolero" en la entidad, con la llegada de miles de personas y cientos de empresas relacionadas con la actividad petrolera.
En 1977 se realizaron elecciones para gobernador, resultando electo el Ingeniero Leandro Rovirosa Wade, quien desde que asumió la gubernatura el 1 de enero de 1978, se abocó a la tarea de detonar el desarrollo de Tabasco y particularmente de la ciudad de Villahermosa.

### Etapa de 1980 a 2000
La década de 1980 ha sido con mucho la de mayor desarrollo y progreso en el estado. Gracias al "boom petrolero", el gobierno del ing. Leandro Rovirosa Wade pudo contar con recursos que le permitieron realizar muchísimas obras, entre las que destacan la autopista Villahermosa - Cárdenas, urbanización de las cabeceras municipales, el moderno aeropuerto internacional de Villahermosa, el museo Regional de Antropología "Carlos Pellicer Cámara", el teatro del estado "Esperanza Iris", así como pasos a desnivel y ampliación de las avenidas Gregorio Méndez y 27 de febrero. Y se construye la que sería la "joya de la corona": el desarrollo urbano "Tabasco 2000", un mega proyecto urbanístico que aloja zonas habitacionales de nivel medio y alto, plazas comerciales, hoteles y oficinas públicas. Petroleos Mexicanos construye el puerto petrolero de Dos Bocas y el complejo petroquímico "Nuevo Pemex".
El gobierno de Enrique González Pedrero continuó con el desarrollo del estado, destacando la construcción de escuelas y bibliotecas en zonas rurales, el impulso a la cultura y al desarrollo humano, y la construcción de la biblioteca "José María Pino Suárez". Destacan también las obras en comunicaciones, como los puentes "Frontera", "Balancán", "Jonuta", "San Pedro", "Provincia", "José Colomo" y "Pitahaya" gracias a los cuales se retiraron las pangas y chalanas que hasta entonces existían, haciendo más ágil y segura la comunicación terrestre en el estado.
Sin embargo, este desallorro, se vio frenado cuando en 1988 inician los conflictos electorales en la entidad. Ese año, se realizaron elecciones, resultándo ganador Salvador Neme Castillo, sin embargo la oposición argumentando fraude electoral inició acciones de protesta que incluyeron bloqueos carreteros, marchas, plantones y un éxodo hasta la Ciudad de México, lo que desembocó en la renuncia del gobernador Salvador Neme Castillo en enero de 1992 y el nombramiento de un gobernador sustituto, responsabilidad que recayó en Manuel Gurría Ordóñez, quien centró sus esfuerzos en apaciguar las protestas y lograr la reconciliación, cosa que no consiguió.
En octubre de 1994 se realizaron nuevas elecciones, resultando ganador Roberto Madrazo Pintado. La oposición, argumentando nuevamente fraude electoral, inició lo que llamó "resistencia civil", acciones de protesta que incluyeron nuevos bloqueos carreteros, marchas, mítines, plantones, el no pagar servicios públicos, y la toma de la Plaza de Armas y del Palacio de Gobierno para evitar que el gobernador electo entrara.
En enero de 1995, Roberto Madrazo fue llamado a la Ciudad de México, en donde se le propuso que renunciara a la gubernatura, propuesta que desencadenó airadas protestas tanto del Congreso local como de los simpatizantes priistas y madracistas, al denunciar intromisión del gobierno federal en asuntos del estado. Por lo que los legisladores y los simpatizantes priistas iniciaron intensas movilizaciones como bloqueos en todas las carreteras del estado y en las entradas de las cabeceras municipales, con lo que el estado quedó totalmente paralizado ya que nadie podía entrar ni salir de las ciudades y comunidades, se realizaron manifestaciones que culminaron el 19 de enero de 1995 con la llegada de simpatizantes priistas a la Plaza de Armas de Villa hermosa y después de una trifulca, lograron ahuyentar a los perredíastas que se encontraban en posesión del lugar, permitiendo la entrada de Roberto Madrazo al Palacio de Gobierno. Sin embargo, el distanciamiento entre el gobernador y el presidente de la República, frenó mucho la llegada de recursos hacia el estado.

## SigloXXI
En octubre del año 2000 se realizaron elecciones resultando ganador Manuel Andrade Díaz, sin embargo, la oposición argumentó la existencia de fraude electoral, el caso llegó hasta el Tribunal Federal Electoral, quien anuló la elección para gobernador en el estado, conminando al Congreso Local a elegir un gobernador interino que convocara a elecciones extraordinarias en un plazo no mayor de un año, siendo la primera ocasión en la historia de México, que se anulaban unas elecciones para gobernador.
Ante este escenario, los diputados locales seccionaron de madrugada y decidieron cambiar la Constitución estatal para que fuera la legislatura saliente y no la entrante la que eligiera al gobernador interino. De esta forma, y ante la protesta de la oposición, el 31 de diciembre de 2000 fue elegido gobernador interino Enrique Priego Oropeza, quien convocó a elecciones para el cinco de agosto de 2001.
En esas nuevas elecciones extraordinarias, resultó nuevamente ganador Manuel Andrade Díaz quien asumió la gobernación el 1 de enero de 2002. En los siguientes cinco años, se experimentó un nuevo desarrollo en el estado, sobre todo en lo que se refiere a inversiones que arribaron al estado. Se construyeron nuevas carreteras destacando las autopistas a 4 carriles La Isla - Puerto de Dos Bocas la cual se convirtió en una vía corta, rápida y segura para comunicar a las ciudades de Cunduacán, Comalcalco, Paraíso y al puerto de Dos Bocas, con la ciudad de Villahermosa; se construyeron igualmente las autopistas a 4 carriles Villahermosa - Villa Parrilla, Villahermosa - Macuspana y Villahermosa - Macultepec, así como algunos distribuidores viales, se inició la ampliación de 4 a 8 carriles del circuito interior de Villahermosa y se inauguraron hoteles y el Centro de Entretenimiento y Negocios del Malecón.
En el mes de octubre de 2007, siendo ya gobernador del estado Andrés Granier Melo, Tabasco enfrentaría las peores inundaciones de su historia, cuando después de intensas lluvias históricas en la sierra de Chiapas y en la planicie tabasqueña, el río Grijalva se desborda inundando más del 80% de la ciudad de Villahermosa incluyendo su centro histórico, al mismo tiempo que los ríos Carrizal, Mezcalapa y Samaria, inundaban gran parte de la planicie tabasqueña. Tendrían que pasar 40 días, para que las aguas pudieran ser desalojadas de la capital del estado.
Nuevamente en el 2008, el estado volvería a ser azotado por las inundaciones, esta vez, afectando la región de los ríos, cuando el río Usumacinta debido a las intensas lluvias registradas en Guatemala, se desborda inundando las ciudades de Tenosique de Pino Suárez, Balancán de Domínguez, Emiliano Zapata y Jonuta, así como gran parte de esos respectivos municipios.
En el mes de febrero de 2009, llega al puerto de Dos Bocas, el crucero turístico "The World" inaugurando la era de los cruceros turísticos en el estado. En el mes de abril, llega al mismo puerto, el segundo crucero turístico en la historia de la entidad.
En octubre de 2009, Tabasco era afectado nuevamente por las inundaciones, esta vez, en la zona de la Chontalpa, ya que las intensas lluvias desbordaron los ríos Blasillo y Tonalá así como los diversos drenes y canales de riego existentes en la zona, inundando prácticamente toda la planicie de la Chontalpa en los municipios de Huimanguillo y Cárdenas.
En el 2020 el estado es uno de los estados con mayor impacto por la pandemia de COVID-19 en México, además también es afectado por las inundaciones del sureste de México de 2020.